# Seznam vysílačů v Česku

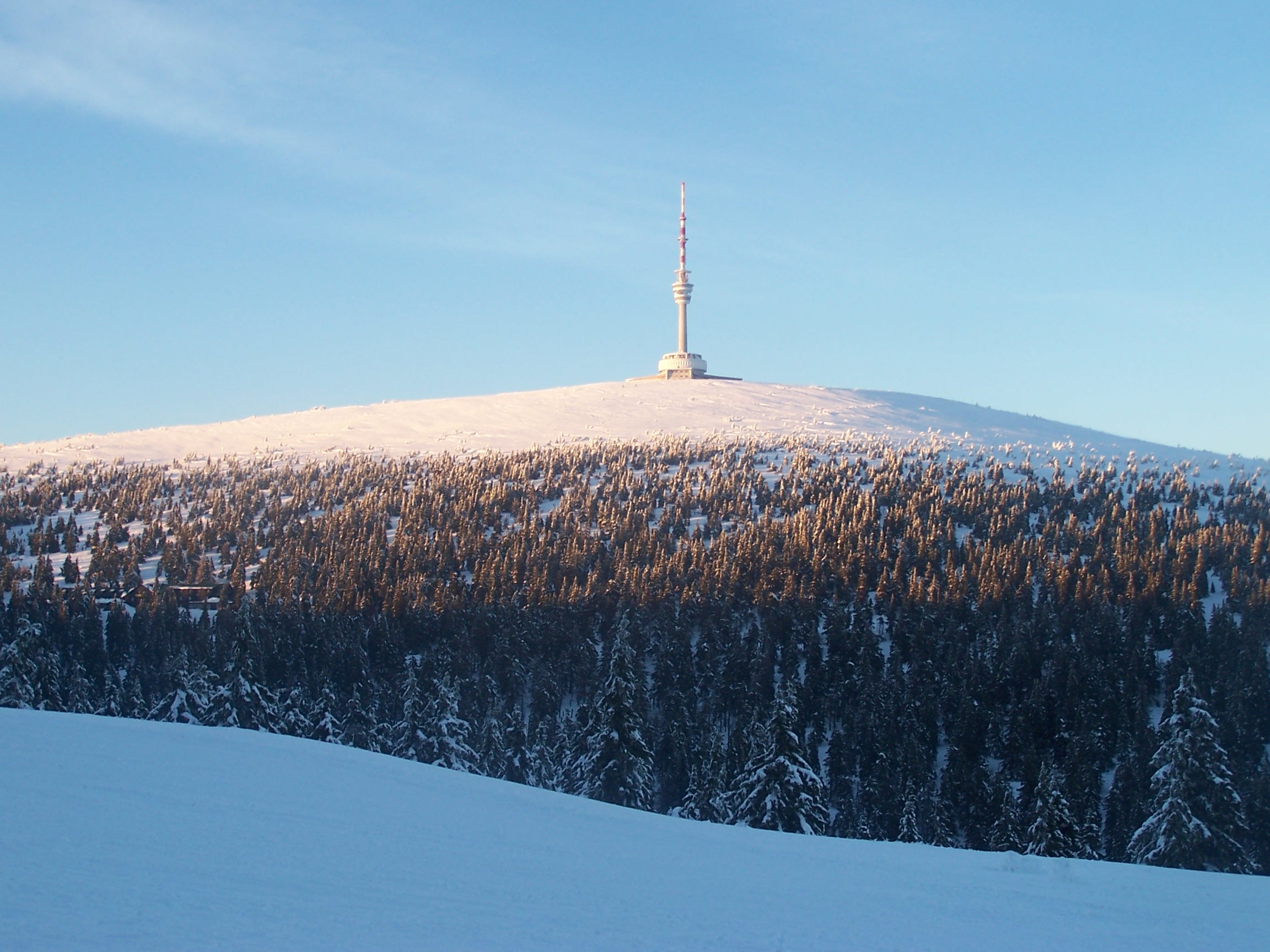
Vysílač na Pradědu

Seznam vysílačů v Česku je seznam televizních a rozhlasových vysílačů, zabezpečujících terestriální šíření signálu televize a rozhlasu na území Česka. Základní vysílače jsou ve vlastnictví společností České Radiokomunikace a Digital Broadcasting. Kromě šíření signálu plní většinou i úlohu retranslačních bodů.
Televizní věže, resp. vysílače šíří digitální rozhlasový i televizní signál a analogový signál rozhlasu. Nejvýkonnější vysílače tvoří základní síť, kterou doplňují doplňková síť méně výkonných vysílačů, dokrývajících oblasti se slabším, resp. chybějícím signálem.

## Síť základních vysílačů

### Základní vysílače společnosti České Radiokomunikace
Základní síť společnosti České Radiokomunikace tvoří 26 vysokovýkonných vysílačů, které zabezpečují šíření signálu veřejnoprávních i soukromých stanic. Nacházejí se ve vysílacích střediscích na místech vhodných pro efektivní pokrytí velkého území signálem, často v značné nadmořské výšce. Konstrukčně jde o televizní věže (Praha – Žižkov) a kotvené (Brno – Kojál) nebo nekotvené stožáry (Votice – Mezivrata) s výškou až do 347,5 m (Plzeň – Krašov).
| Název vysílače | Město             | Nadmořská výška (m n. m.) | Výška vysílače | Povolený ERP (kW) DVB-T2 / FM |
| -------------- | ----------------- | ------------------------- | -------------- | ----------------------------- |
| Barvičova      | Brno              | 305                       | 42 m           | 10 / -                        |
| Buková hora    | Ústí nad Labem    | 683                       | 223 m          | 100 / 100                     |
| Černá hora     | Trutnov           | 1299                      | 78 m           | 100 / 10                      |
| Cukrák         | Praha             | 399                       | 195 m          | 100 / 50                      |
| Děvín          | Mikulov           | 550                       | 57 m           | 25 / -                        |
| Hády           | Brno              | 424                       | 50 m           | 10 / 10                       |
| Hladnov        | Ostrava           | 266                       | 44 m           | 3 / 0,5                       |
| Hošťálkovice   | Ostrava           | 287                       | 184,5 m        | 100 / 70                      |
| Javořice       | Jihlava           | 835                       | 166 m          | 100 / 20                      |
| Jedlová hora   | Chomutov          | 848                       | 75 m           | 32 / 10                       |
| Ještěd         | Liberec           | 1012                      | 94 m           | 32 / 20                       |
| Kleť           | České Budějovice  | 1060                      | 172 m          | 100 / 78                      |
| Klínovec       | Jáchymov          | 1243                      | 56 m           | 50 / 0,8                      |
| Kojál          | Brno              | 600                       | 340 m          | 100 / 83                      |
| Krásné         | Pardubice         | 614                       | 182 m          | 100 / 100                     |
| Krašov         | Plzeň             | 711                       | 347,5 m        | 100 / 89                      |
| Lysá hora      | Frýdek-Místek     | 1324                      | 78 m           | 25 / -                        |
| Mařský vrch    | Vimperk           | 895                       | 80 m           | 20 / -                        |
| Mezivrata      | Votice            | 713                       | 102 m          | 32 / 93                       |
| Ploštiny       | Valašské Klobouky | 716                       | 51 m           | 25 / -                        |
| Praděd         | Jeseník           | 1490                      | 146,5 m        | 100 / 20                      |
| Svatobor       | Sušice            | 834                       | 75 m           | 100 / 0,8                     |
| Tlustá hora    | Zlín              | 458                       | 83 m           | 100 / 10                      |
| Vraní vrch     | Domažlice         | 684                       | 86 m           | 10 / -                        |
| Zelená hora    | Cheb              | 634                       | 56 m           | 20 / 0,8                      |
| Žižkov         | Praha             | 258                       | 216 m          | 32 / 5                        |

### Základní vysílače společnosti Digital Broadcasting
Základní síť společnosti Digital Broadcasting tvoří 39 vysokovýkonných vysílačů, které zabezpečují šíření signálu soukromých stanic. Nacházejí se ve vysílacích střediscích na místech vhodných pro efektivní pokrytí velkého území signálem, často v značné nadmořské výšce. Konstrukčně jde o ocelové stožáry, rozhledny obklopené vysílacími prvky, a antény na městských budovách.
| Název vysílače | Město                  | Nadmořská výška (m n. m.) | Povolený ERP (kW) DVB-T2 |
| -------------- | ---------------------- | ------------------------- | ------------------------ |
| Andrlův Chlum  | Ústí nad Orlicí        | 560                       | 10                       |
| Barvičova      | Brno                   | 323                       | 10                       |
| Buchov         | Votice                 | 674                       | 20                       |
| Čerchov        | Domažlice              | 1040                      | 6                        |
| Černá Studnice | Jablonec nad Nisou     | 864                       | 10                       |
| Deblínek       | Znojmo                 | 354                       | 10                       |
| Dyleň          | Mariánské Lázně        | 936                       | 50                       |
| Hády           | Brno                   | 420                       | 5                        |
| Hřebečov       | Svitavy                | 622                       | 5                        |
| Hůrka          | Hlubočec               | 526                       | 40                       |
| Chlum          | Děčín                  | 439                       | 3                        |
| Chlum          | Hradec Králové         | 338                       | 10                       |
| Ještěd         | Liberec                | 996                       | 16                       |
| Jihlavská      | Brno                   | 281                       | 10                       |
| Kapánsko       | Hodonín                | 280                       | 10, 1                    |
| Kleť           | České Budějovice       | 1075                      | 63                       |
| Klínovec       | Jáchymov               | 1229                      | 40                       |
| Košutka        | Plzeň                  | 438                       | 32                       |
| Kozmice        | Benešov                | 528                       | 40                       |
| Krušnohorská   | Ústí nad Labem         | 285                       | 10                       |
| Ládví          | Praha                  | 359                       | 20                       |
| Lanová         | Ostrava                | 274                       | 10                       |
| Louštín        | Rakovník               | 529                       | 63                       |
| Lysá hora      | Frýdek-Místek          | 1311                      | 10                       |
| Nová Ves       | Teplice                | 378                       | 10                       |
| Novodvorská    | Praha                  | 305                       | 10                       |
| Olšanská       | Praha                  | 251                       | 10                       |
| Panorama       | Trutnov                | 1254                      | 20                       |
| Rovnina        | Uherské Hradiště       | 336                       | 10                       |
| Ruprechtice    | Broumov                | 874                       | 1                        |
| Slatiňany      | Pardubice              | 265                       | 20                       |
| Slavonín       | Olomouc                | 255                       | 10                       |
| Středová       | Zlín                   | 304                       | 10                       |
| Svatobor       | Sušice                 | 835                       | 20                       |
| Šibeník        | Miličín                | 650                       | 20                       |
| Špičák         | Česká Lípa             | 414                       | 3                        |
| Vartemberk     | Třebíč                 | 624                       | 5                        |
| Velký Javorník | Frenštát pod Radhoštěm | 915                       | 10, 3                    |
| Větrný Jeníkov | Jihlava                | 702                       | 10                       |

## Síť dokrývacích vysílačů

### Dokrývací vysílače společnosti České Radiokomunikace
Dokrývací síť společnosti České Radiokomunikace tvoří 55 méně výkonných vysílačů, které zabezpečují šíření signálu veřejnoprávních i soukromých stanic. Nacházejí se na místech vhodných pro pokrytí nepokrytého území signálem z vysokovýkonných vysílačů; často v menších vesnicích a městech, a také na nižších vrších. Konstrukčně jde o ocelové stožáry, rozhledny obklopené vysílacími prvky, a antény na městských budovách.
| \| Název vysílače \| Město \| Nadmořská výška (m n. m.) \| Povolený ERP (W) DVB-T2 / FM \| \| ------------------ \| ------------------------ \| ------------------------- \| ---------------------------- \| \| Bečevná \| Vsetín \| 445 \| 20 / 200 \| \| Biskupská kupa \| Zlaté Hory \| 873 \| 20 / - \| \| Březové hory \| Příbram \| 548 \| 10 / 50 \| \| Čelkovice \| Tábor \| 420 \| 5 / - \| \| Čížovky \| Boskovice \| 443 \| 10 / - \| \| Dubina \| Strání \| 552 \| 25 / - \| \| Fajtův vrch \| Velké Meziříčí \| 527 \| 10 / - \| \| Háj \| Aš \| 755 \| 50 / 200 \| \| Harusův kopec \| Žďár nad Sázavou \| 741 \| 100 / - \| \| Havlíčkův Brod \| Havlíčkův Brod \| 442 \| 10 / - \| \| Horní Sněžná \| Volary \| 1009 \| 20 / - \| \| hotel Monty \| Mariánské Lázně \| 585 \| 10 / - \| \| Hřebenáč \| Jindřichovice pod Smrkem \| 566 \| 10 / - \| \| Humenec \| Nový Hrozenkov \| 674 \| 25 / - \| \| Hůrka \| Klatovy \| 496 \| 10 / - \| \| Hvězda \| Broumov \| 696 \| 25 / - \| \| Ječný vrch \| Velký Šenov \| 502 \| 10 / - \| \| Jírová hora \| Hronov \| 484 \| 10 / - \| \| Kamenná Horka \| Svitavy \| 627 \| 100 / 1000 \| \| Komorní Hrádek \| Chocerady \| 310 \| 5 / - \| \| Koráb \| Kdyně \| 772 \| 25 / - \| \| Krásná Pole \| Loučovice \| 897 \| 10 / - \| \| Kubincův kopec \| Ústí nad Orlicí \| 446 \| 25 / - \| \| Labská \| Špindlerův Mlýn \| 848 \| 20 / - \| \| Na Kyčerce \| Velké Karlovice \| 684 \| 25 / - \| \| Na Rozálce \| Žamberk \| 465 \| 16 / 100 \| \| Na Vrážích \| Husinec \| 581 \| 10 / - \| \| Nad hřbitovem \| Jince \| 441 \| 10 / - \| \| nad ZD \| Letohrad \| 393 \| 10 / - \| \| Nemanice \| Nemanice \| 766 \| 10 / - \| \| Novotných vršek \| Zdíkov \| 729 \| 10 / - \| \| Nýrsko \| Nýrsko \| 663 \| 16 / - \| \| Okružní ulice \| Rakovník \| 373 \| 10 / - \| \| Olešná \| Blansko \| 404 \| 20 / 200 \| \| Pálenisko \| Jablůnka \| 569 \| 10 / - \| \| Popovický vrch \| Děčín \| 350 \| 20 / 100 \| \| Radhošť \| Valašské Meziříčí \| 1128 \| 100 / 10000 \| \| Rotava \| Rotava \| 509 \| 5 / - \| \| Rozvodí \| Železná Ruda \| 1160 \| 10 / - \| \| Sázava nad Sázavou \| Sázava nad Sázavou \| 436 \| 10 / - \| \| Semenec \| Týn nad Vltavou \| 439 \| 10 / - \| \| Sněžná \| Kraslice \| 691 \| 10 / - \| \| Strážnice \| Jablonné nad Orlicí \| 515 \| 10 / - \| \| Strážný vrch \| Třebíč \| 480 \| 5 / 100 \| \| Svatopluka Čecha \| Vejprty \| 790 \| 20 / - \| \| Šeptouchov \| Ledeč nad Sázavou \| 421 \| 13 / - \| \| Tři kříže \| Karlovy Vary \| 503 \| 25 / 1000 \| \| U rozhledny \| Frýdlant \| 392 \| 25 / 200 \| \| U Sivků \| Huslenky \| 696 \| 25 / - \| \| Vaňov \| Ústí nad Labem \| 350 \| 10 / - \| \| vrch Děd \| Beroun \| 401 \| 10 / - \| \| vrch Praha \| Příbram \| 861 \| 1000 / - \| \| vrch Pytlák \| Šluknov \| 462 \| 20 / - \| \| Zborovská ulice \| Náměšť nad Oslavou \| 418 \| 10 / - \| \| Žalý \| Vrchlabí \| 718 \| 20 / - \| |                          |                           |                              |
| Název vysílače | Město                    | Nadmořská výška (m n. m.) | Povolený ERP (W) DVB-T2 / FM |
| Bečevná | Vsetín                   | 445                       | 20 / 200                     |
| Biskupská kupa | Zlaté Hory               | 873                       | 20 / -                       |
| Březové hory | Příbram                  | 548                       | 10 / 50                      |
| Čelkovice | Tábor                    | 420                       | 5 / -                        |
| Čížovky | Boskovice                | 443                       | 10 / -                       |
| Dubina | Strání                   | 552                       | 25 / -                       |
| Fajtův vrch | Velké Meziříčí           | 527                       | 10 / -                       |
| Háj | Aš                       | 755                       | 50 / 200                     |
| Harusův kopec | Žďár nad Sázavou         | 741                       | 100 / -                      |
| Havlíčkův Brod | Havlíčkův Brod           | 442                       | 10 / -                       |
| Horní Sněžná | Volary                   | 1009                      | 20 / -                       |
| hotel Monty | Mariánské Lázně          | 585                       | 10 / -                       |
| Hřebenáč | Jindřichovice pod Smrkem | 566                       | 10 / -                       |
| Humenec | Nový Hrozenkov           | 674                       | 25 / -                       |
| Hůrka | Klatovy                  | 496                       | 10 / -                       |
| Hvězda | Broumov                  | 696                       | 25 / -                       |
| Ječný vrch | Velký Šenov              | 502                       | 10 / -                       |
| Jírová hora | Hronov                   | 484                       | 10 / -                       |
| Kamenná Horka | Svitavy                  | 627                       | 100 / 1000                   |
| Komorní Hrádek | Chocerady                | 310                       | 5 / -                        |
| Koráb | Kdyně                    | 772                       | 25 / -                       |
| Krásná Pole | Loučovice                | 897                       | 10 / -                       |
| Kubincův kopec | Ústí nad Orlicí          | 446                       | 25 / -                       |
| Labská | Špindlerův Mlýn          | 848                       | 20 / -                       |
| Na Kyčerce | Velké Karlovice          | 684                       | 25 / -                       |
| Na Rozálce | Žamberk                  | 465                       | 16 / 100                     |
| Na Vrážích | Husinec                  | 581                       | 10 / -                       |
| Nad hřbitovem | Jince                    | 441                       | 10 / -                       |
| nad ZD | Letohrad                 | 393                       | 10 / -                       |
| Nemanice | Nemanice                 | 766                       | 10 / -                       |
| Novotných vršek | Zdíkov                   | 729                       | 10 / -                       |
| Nýrsko | Nýrsko                   | 663                       | 16 / -                       |
| Okružní ulice | Rakovník                 | 373                       | 10 / -                       |
| Olešná | Blansko                  | 404                       | 20 / 200                     |
| Pálenisko | Jablůnka                 | 569                       | 10 / -                       |
| Popovický vrch | Děčín                    | 350                       | 20 / 100                     |
| Radhošť | Valašské Meziříčí        | 1128                      | 100 / 10000                  |
| Rotava | Rotava                   | 509                       | 5 / -                        |
| Rozvodí | Železná Ruda             | 1160                      | 10 / -                       |
| Sázava nad Sázavou | Sázava nad Sázavou       | 436                       | 10 / -                       |
| Semenec | Týn nad Vltavou          | 439                       | 10 / -                       |
| Sněžná | Kraslice                 | 691                       | 10 / -                       |
| Strážnice | Jablonné nad Orlicí      | 515                       | 10 / -                       |
| Strážný vrch | Třebíč                   | 480                       | 5 / 100                      |
| Svatopluka Čecha | Vejprty                  | 790                       | 20 / -                       |
| Šeptouchov | Ledeč nad Sázavou        | 421                       | 13 / -                       |
| Tři kříže | Karlovy Vary             | 503                       | 25 / 1000                    |
| U rozhledny | Frýdlant                 | 392                       | 25 / 200                     |
| U Sivků | Huslenky                 | 696                       | 25 / -                       |
| Vaňov | Ústí nad Labem           | 350                       | 10 / -                       |
| vrch Děd | Beroun                   | 401                       | 10 / -                       |
| vrch Praha | Příbram                  | 861                       | 1000 / -                     |
| vrch Pytlák | Šluknov                  | 462                       | 20 / -                       |
| Zborovská ulice | Náměšť nad Oslavou       | 418                       | 10 / -                       |
| Žalý | Vrchlabí                 | 718                       | 20 / -                       |

### Dokrývací vysílače společnosti Profi-Invest
Dokrývací síť společnosti Profi-Invest tvoří 19 méně výkonných vysílačů, které zabezpečují šíření signálu veřejnoprávních stanic. Nacházejí se na místech vhodných pro pokrytí nepokrytého území signálem z vysokovýkonných vysílačů; často v menších vesnicích a městech, a také na nižších vrších. Konstrukčně jde o ocelové stožáry, rozhledny obklopené vysílacími prvky, a antény na městských budovách.
| \| Název vysílače \| Město \| Nadmořská výška (m n. m.) \| Povolený ERP (W) DVB-T2 / FM \| \| ---------------------------- \| -------------------- \| ------------------------- \| ---------------------------- \| \| Bezručova \| Jablunkov \| 400 \| 20 / - \| \| Búřov \| Valašská Bystřice \| 653 \| 20 / - \| \| Československé armády 238/22 \| Loket \| 486 \| 20 / - \| \| Halenkov 631 \| Halenkov \| 449 \| 20 / - \| \| Jedlová \| Jiřetín pod Jedlovou \| 775 \| 100 / - \| \| Kladská ulice \| Náchod \| 342 \| 20 / - \| \| Kopřivná \| Kopřivná \| 583 \| 20 / - \| \| Náměstí sv. Michala \| Vrbno pod Pradědem \| 579 \| 20 / - \| \| Suchý vrch \| Králíky \| 994 \| 20 / - \| \| Šibeniční vrch, vodárna \| Prachatice \| 685 \| 20 / - \| \| škola \| Hanušovice \| 391 \| 20 / - \| \| Tanvaldský Špičák \| Albrechtice \| 803 \| 100 / - \| \| U kapličky \| Hejnice \| 453 \| 32 / - \| \| u nádraží \| Horní Lipová \| 582 \| 32 / - \| \| Vadín \| Okrouhlice \| 415 \| 100 / - \| \| Vyhlídka \| Náchod \| 527 \| 50 / - \| \| Základní škola Pelechov \| Pelechov \| 368 \| 100 / - \| \| Zápověď \| Mosty u Jablunkova \| 611 \| 20 / - \| \| Zlatý Chlum \| Jeseník \| 877 \| 100 / - \| |                      |                           |                              |
| Název vysílače | Město                | Nadmořská výška (m n. m.) | Povolený ERP (W) DVB-T2 / FM |
| Bezručova | Jablunkov            | 400                       | 20 / -                       |
| Búřov | Valašská Bystřice    | 653                       | 20 / -                       |
| Československé armády 238/22 | Loket                | 486                       | 20 / -                       |
| Halenkov 631 | Halenkov             | 449                       | 20 / -                       |
| Jedlová | Jiřetín pod Jedlovou | 775                       | 100 / -                      |
| Kladská ulice | Náchod               | 342                       | 20 / -                       |
| Kopřivná | Kopřivná             | 583                       | 20 / -                       |
| Náměstí sv. Michala | Vrbno pod Pradědem   | 579                       | 20 / -                       |
| Suchý vrch | Králíky              | 994                       | 20 / -                       |
| Šibeniční vrch, vodárna | Prachatice           | 685                       | 20 / -                       |
| škola | Hanušovice           | 391                       | 20 / -                       |
| Tanvaldský Špičák | Albrechtice          | 803                       | 100 / -                      |
| U kapličky | Hejnice              | 453                       | 32 / -                       |
| u nádraží | Horní Lipová         | 582                       | 32 / -                       |
| Vadín | Okrouhlice           | 415                       | 100 / -                      |
| Vyhlídka | Náchod               | 527                       | 50 / -                       |
| Základní škola Pelechov | Pelechov             | 368                       | 100 / -                      |
| Zápověď | Mosty u Jablunkova   | 611                       | 20 / -                       |
| Zlatý Chlum | Jeseník              | 877                       | 100 / -                      |

### Dokrývací vysílače společnosti Ivo Brabec
Dokrývací síť společnosti Ivo Brabec tvoří 10 méně výkonných vysílačů, které zabezpečují šíření signálu veřejnoprávních a soukromých stanic. Nacházejí se na místech vhodných pro pokrytí nepokrytého území signálem z vysokovýkonných vysílačů; často v menších vesnicích a městech, a také na nižších vrších. Konstrukčně jde o ocelové stožáry, rozhledny obklopené vysílacími prvky, a antény na městských budovách.
| \| Název vysílače \| Město \| Nadmořská výška (m n. m.) \| Povolený ERP (W) DVB-T2 / FM \| \| ------------------- \| ------------------------ \| ------------------------- \| ---------------------------- \| \| dům č.p. 4 \| Holoubkov \| 439 \| 3 / - \| \| Kamýk nad Vltavou \| Kamýk nad Vltavou \| 270 \| 5 / - \| \| obecní úřad \| Strašice \| 520 \| 4 / - \| \| Větruše \| Ústí nad Labem \| 205 \| 10 - \| \| Vodojem Kleštěnice \| Komárov \| 492 \| 10 / - \| \| Voldán \| Bystřice nad Pernštejnem \| 515 \| 10 / - \| \| základní škola \| Zbiroh \| 470 \| 10 / - \| \| Základní škola TGM \| Rokycany \| 356 \| 2 / - \| \| Zámek Letovice \| Letovice \| 385 \| 10 / - \| \| zemědělská usedlost \| Zaječov \| 462 \| 4 / - \| |                          |                           |                              |
| Název vysílače | Město                    | Nadmořská výška (m n. m.) | Povolený ERP (W) DVB-T2 / FM |
| dům č.p. 4 | Holoubkov                | 439                       | 3 / -                        |
| Kamýk nad Vltavou | Kamýk nad Vltavou        | 270                       | 5 / -                        |
| obecní úřad | Strašice                 | 520                       | 4 / -                        |
| Větruše | Ústí nad Labem           | 205                       | 10 -                         |
| Vodojem Kleštěnice | Komárov                  | 492                       | 10 / -                       |
| Voldán | Bystřice nad Pernštejnem | 515                       | 10 / -                       |
| základní škola | Zbiroh                   | 470                       | 10 / -                       |
| Základní škola TGM | Rokycany                 | 356                       | 2 / -                        |
| Zámek Letovice | Letovice                 | 385                       | 10 / -                       |
| zemědělská usedlost | Zaječov                  | 462                       | 4 / -                        |

### Dokrývací vysílače společnosti B PLUS TV
Dokrývací síť společnosti B PLUS TV tvoří 6 méně výkonných vysílačů, které zabezpečují šíření signálu veřejnoprávních stanic. Nacházejí se na místech vhodných pro pokrytí nepokrytého území signálem z vysokovýkonných vysílačů; často v menších vesnicích a městech, a také na nižších vrších. Konstrukčně jde o ocelové stožáry, rozhledny obklopené vysílacími prvky, a antény na městských budovách.
| \| Název vysílače \| Město \| Nadmořská výška (m n. m.) \| Povolený ERP (W) DVB-T2 / FM \| \| ---------------- \| ------------------- \| ------------------------- \| ---------------------------- \| \| Branka \| Luhačovice \| 312 \| 50 / - \| \| č.p. 500 \| Dolní Dobrouč \| 366 \| 25 / - \| \| Gagarinova ulice \| Hlubočky \| 269 \| 25 / - \| \| Hlavní 154 \| Žulová \| 350 \| 13 / - \| \| Lidická 795 \| Třinec \| 328 \| 126 / - \| \| Na Tylovách \| Hradec nad Moravicí \| 294 \| 20 / - \| |                     |                           |                              |
| Název vysílače | Město               | Nadmořská výška (m n. m.) | Povolený ERP (W) DVB-T2 / FM |
| Branka | Luhačovice          | 312                       | 50 / -                       |
| č.p. 500 | Dolní Dobrouč       | 366                       | 25 / -                       |
| Gagarinova ulice | Hlubočky            | 269                       | 25 / -                       |
| Hlavní 154 | Žulová              | 350                       | 13 / -                       |
| Lidická 795 | Třinec              | 328                       | 126 / -                      |
| Na Tylovách | Hradec nad Moravicí | 294                       | 20 / -                       |

### Dokrývací vysílače společnosti KUSPOLA
Dokrývací síť společnosti KUSPOLA tvoří 3 méně výkonné vysílače, které zabezpečují šíření signálu veřejnoprávních stanic. Nacházejí se na místech vhodných pro pokrytí nepokrytého území signálem z vysokovýkonných vysílačů; často v menších vesnicích a městech, a také na nižších vrších. Konstrukčně jde o ocelové stožáry, rozhledny obklopené vysílacími prvky, a antény na městských budovách.
| \| Název vysílače \| Město \| Nadmořská výška (m n. m.) \| Povolený ERP (W) DVB-T2 / FM \| \| ----------------- \| -------------- \| ------------------------- \| ---------------------------- \| \| hrad \| Brumov-Bylnice \| 326 \| 20 / - \| \| Na Výšině 1975 \| Česká Třebová \| 410 \| 20 / - \| \| Rokštejnská ulice \| Brtnice \| 561 \| 10 / - \| |                |                           |                              |
| Název vysílače | Město          | Nadmořská výška (m n. m.) | Povolený ERP (W) DVB-T2 / FM |
| hrad | Brumov-Bylnice | 326                       | 20 / -                       |
| Na Výšině 1975 | Česká Třebová  | 410                       | 20 / -                       |
| Rokštejnská ulice | Brtnice        | 561                       | 10 / -                       |

## Galerie

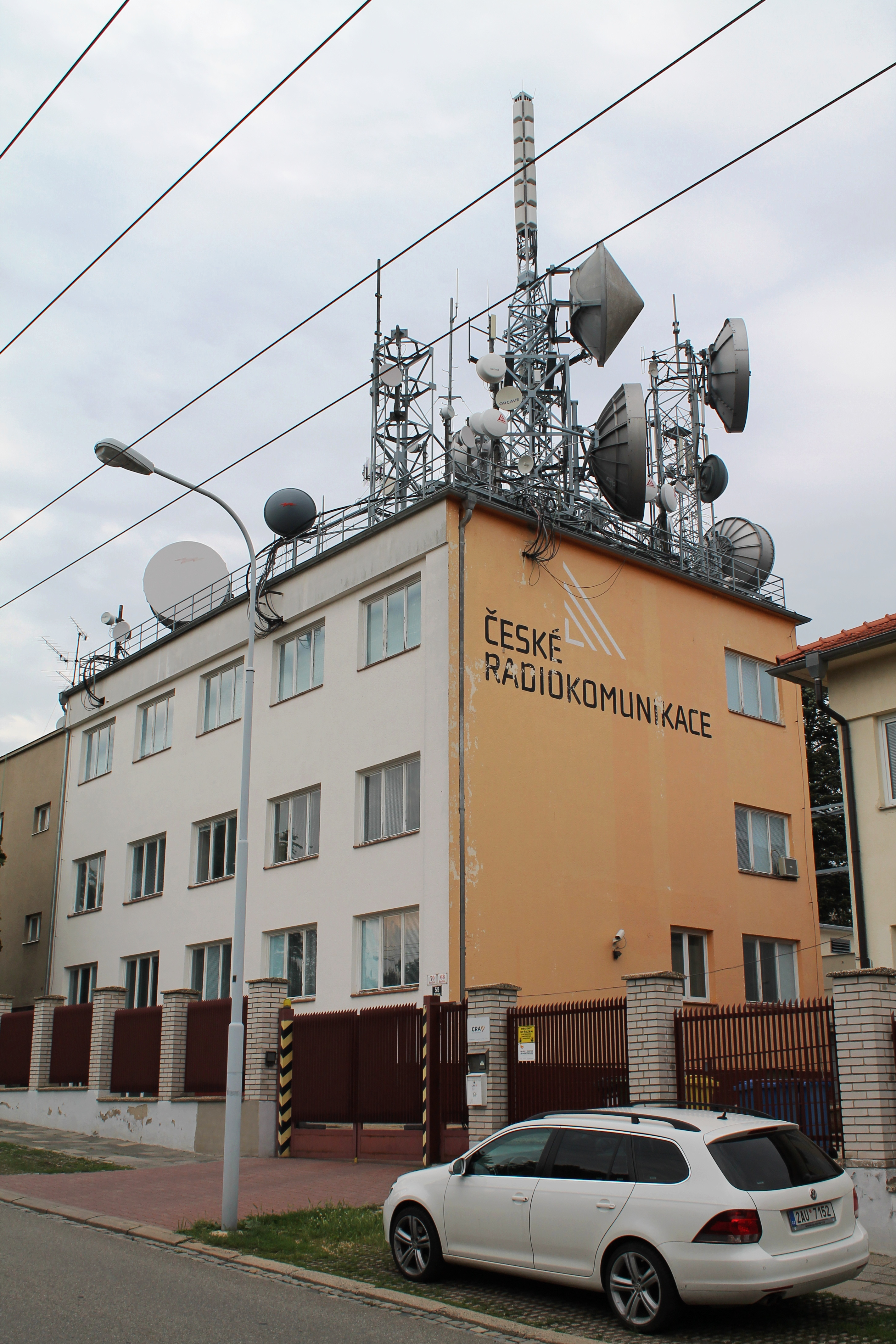
Brno – Barvičova
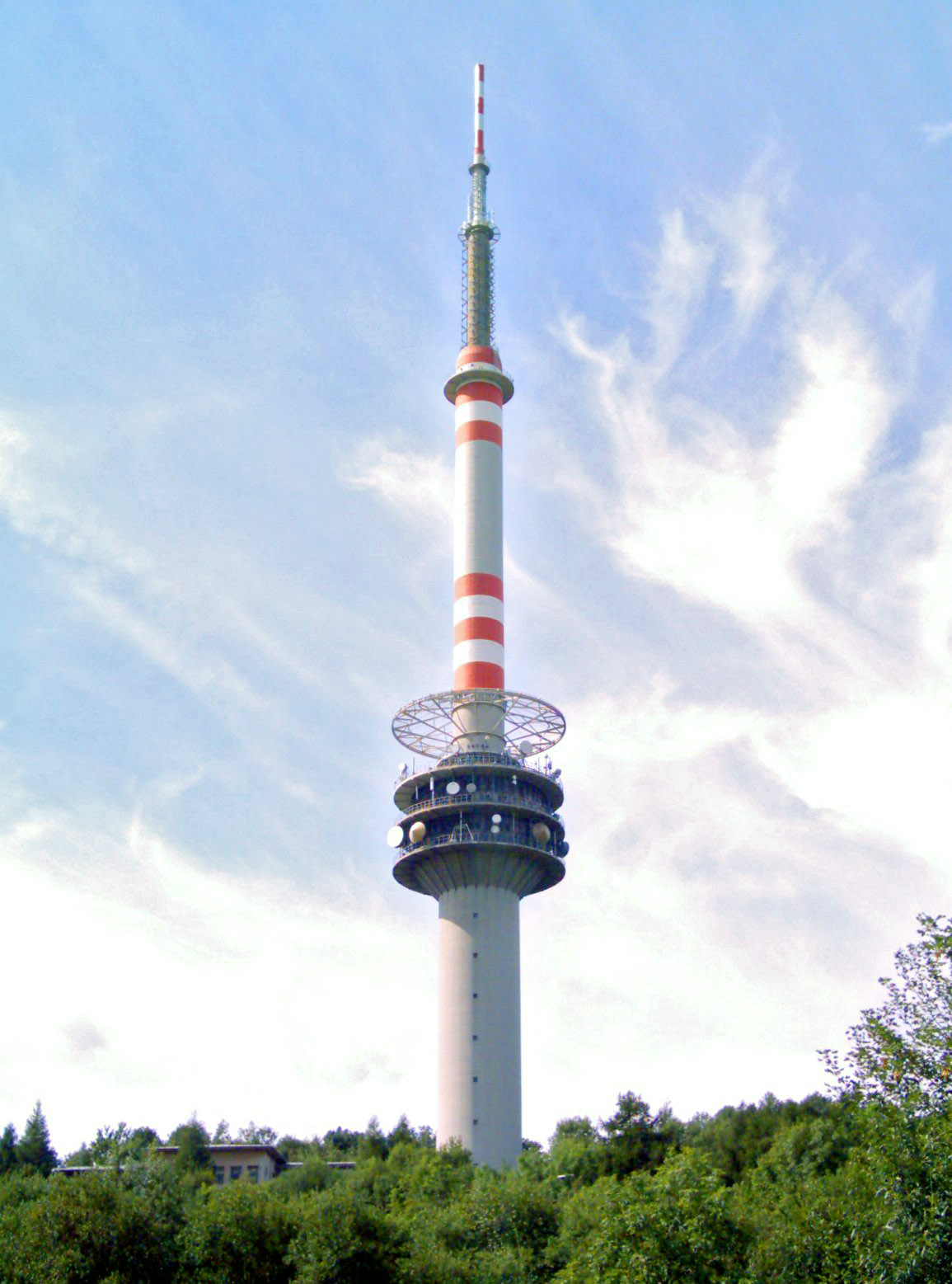
Ústí nad Labem – Buková hora
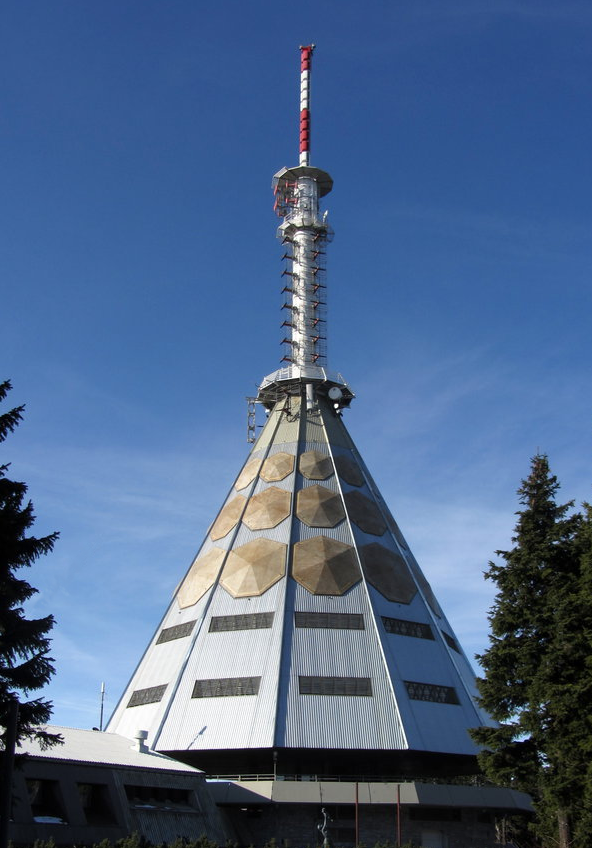
Trutnov – Černá hora
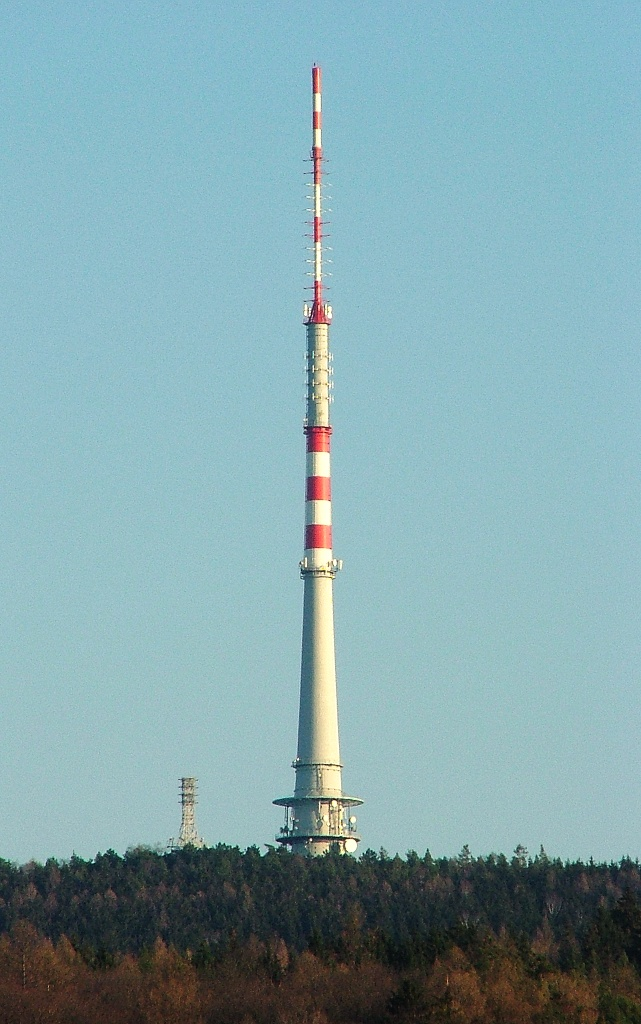
Praha – Cukrák
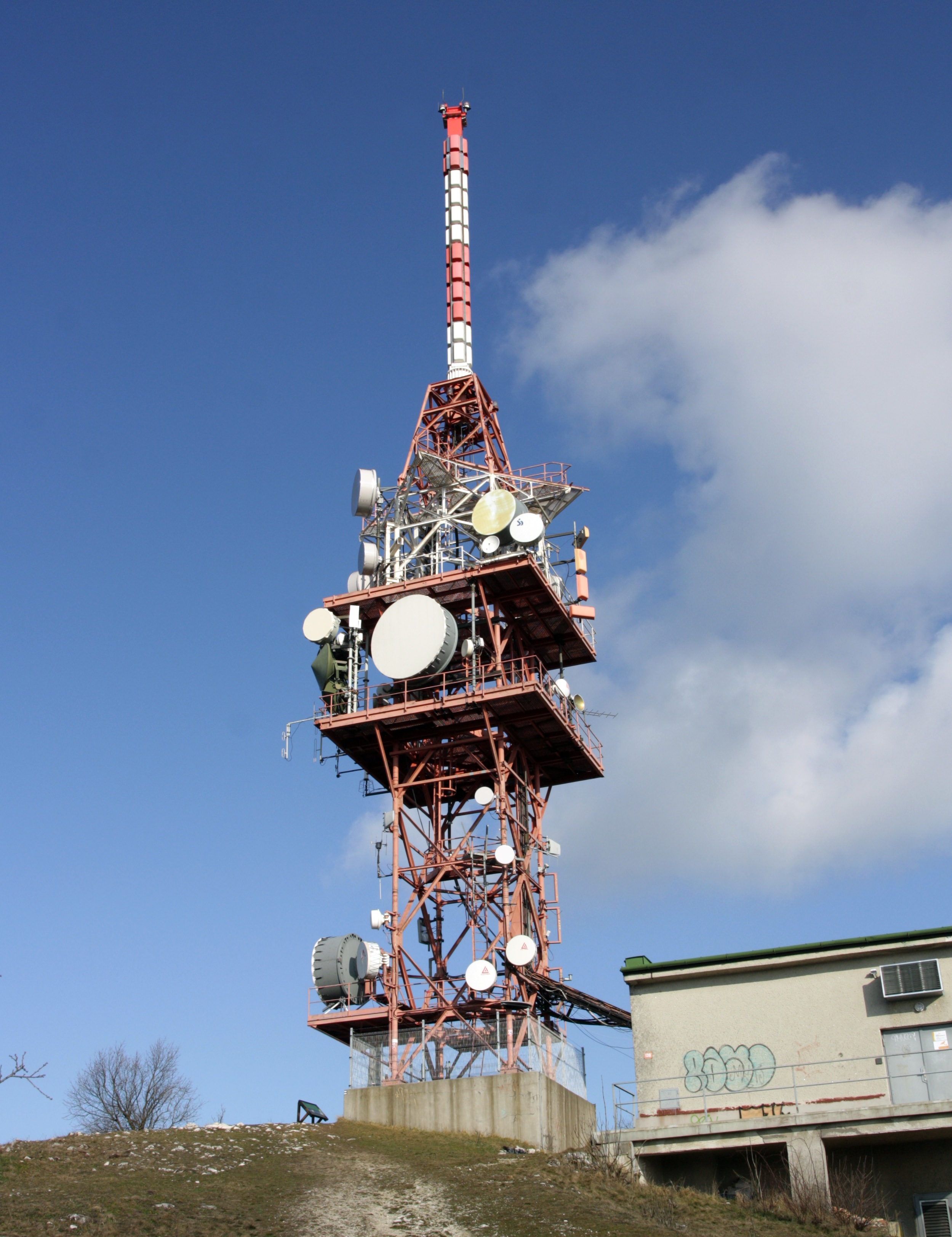
Mikulov – Děvín
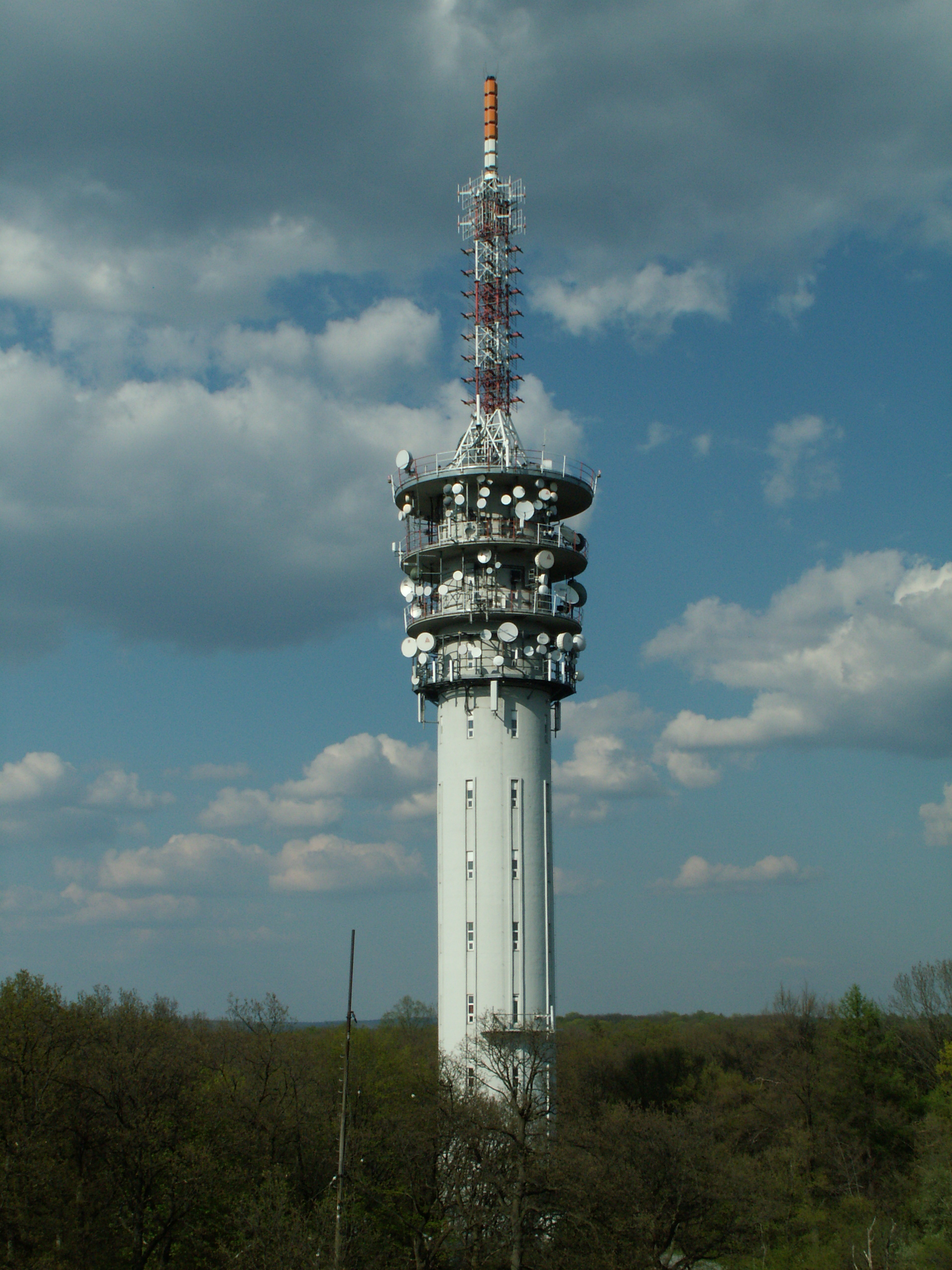
Brno – Hády
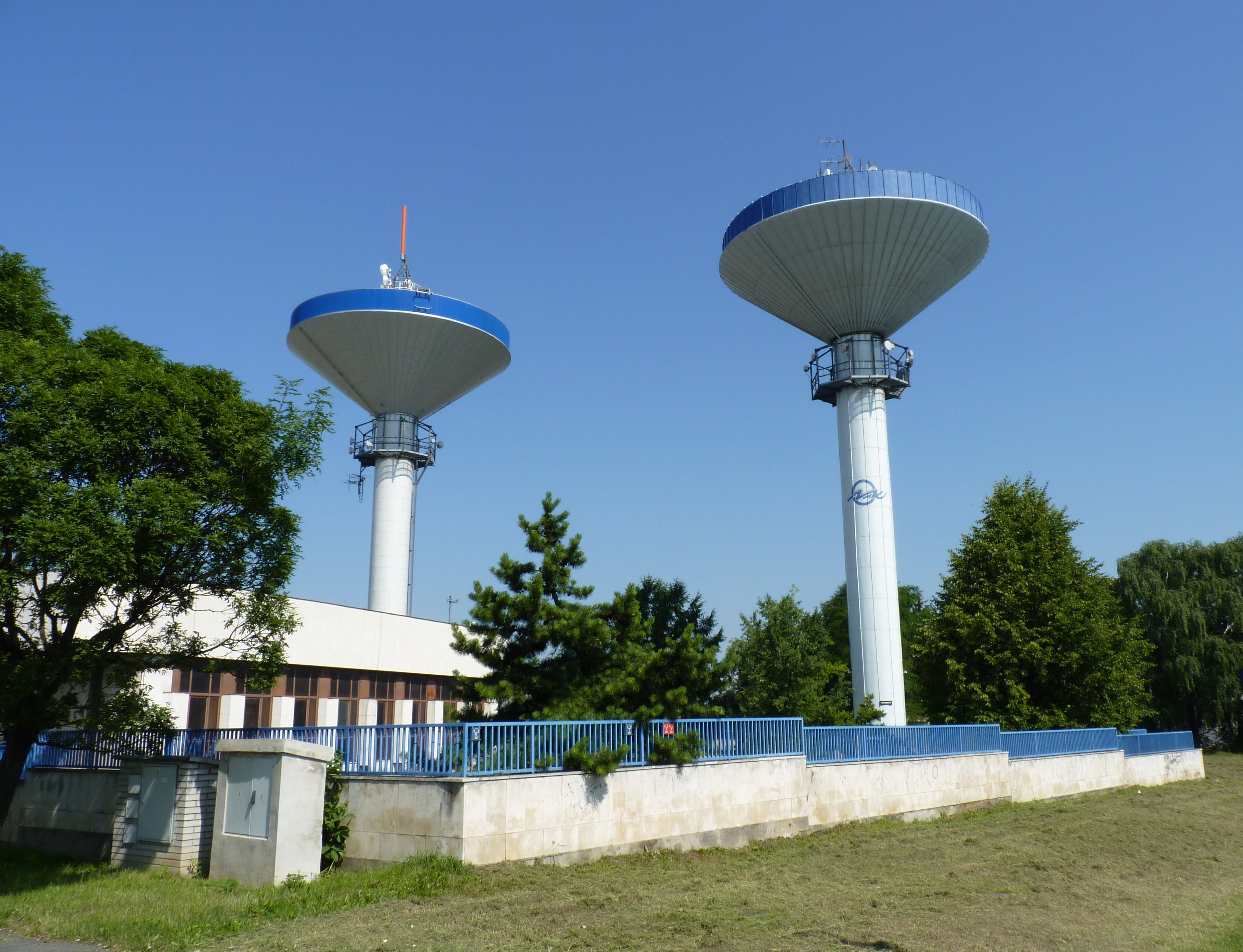
Ostrava – Hladnov
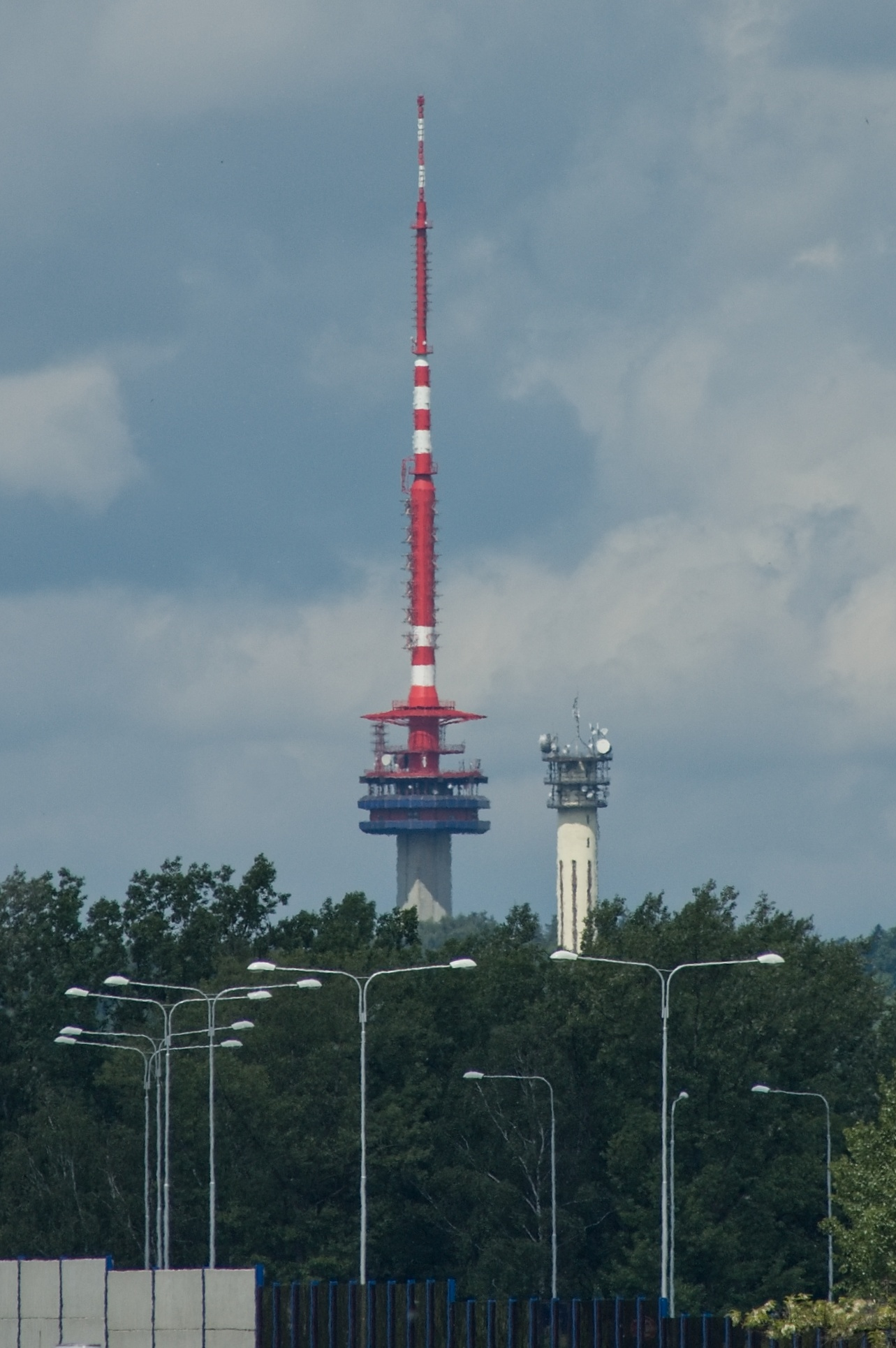
Ostrava – Hošťálkovice
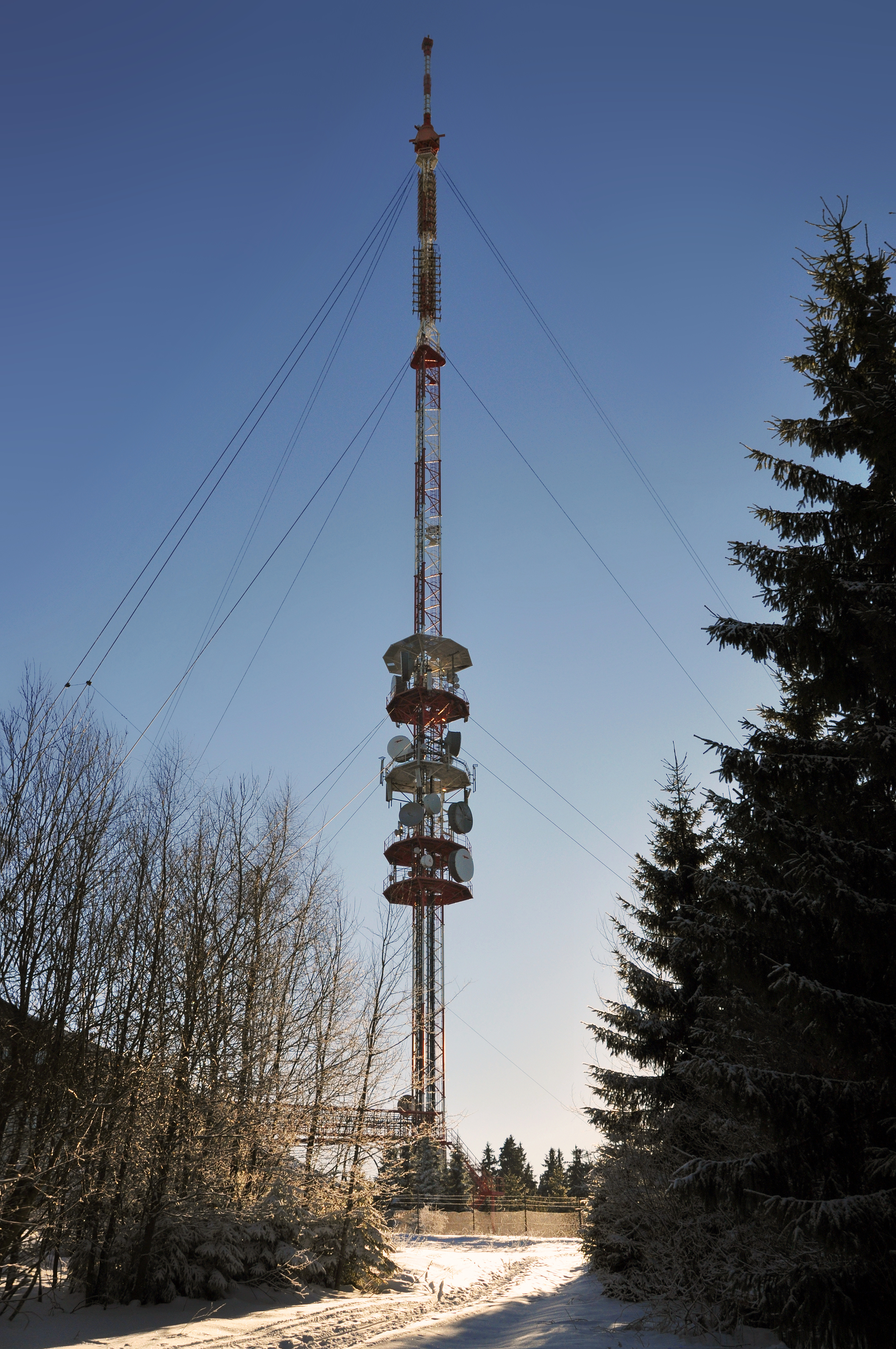
Jihlava – Javořice
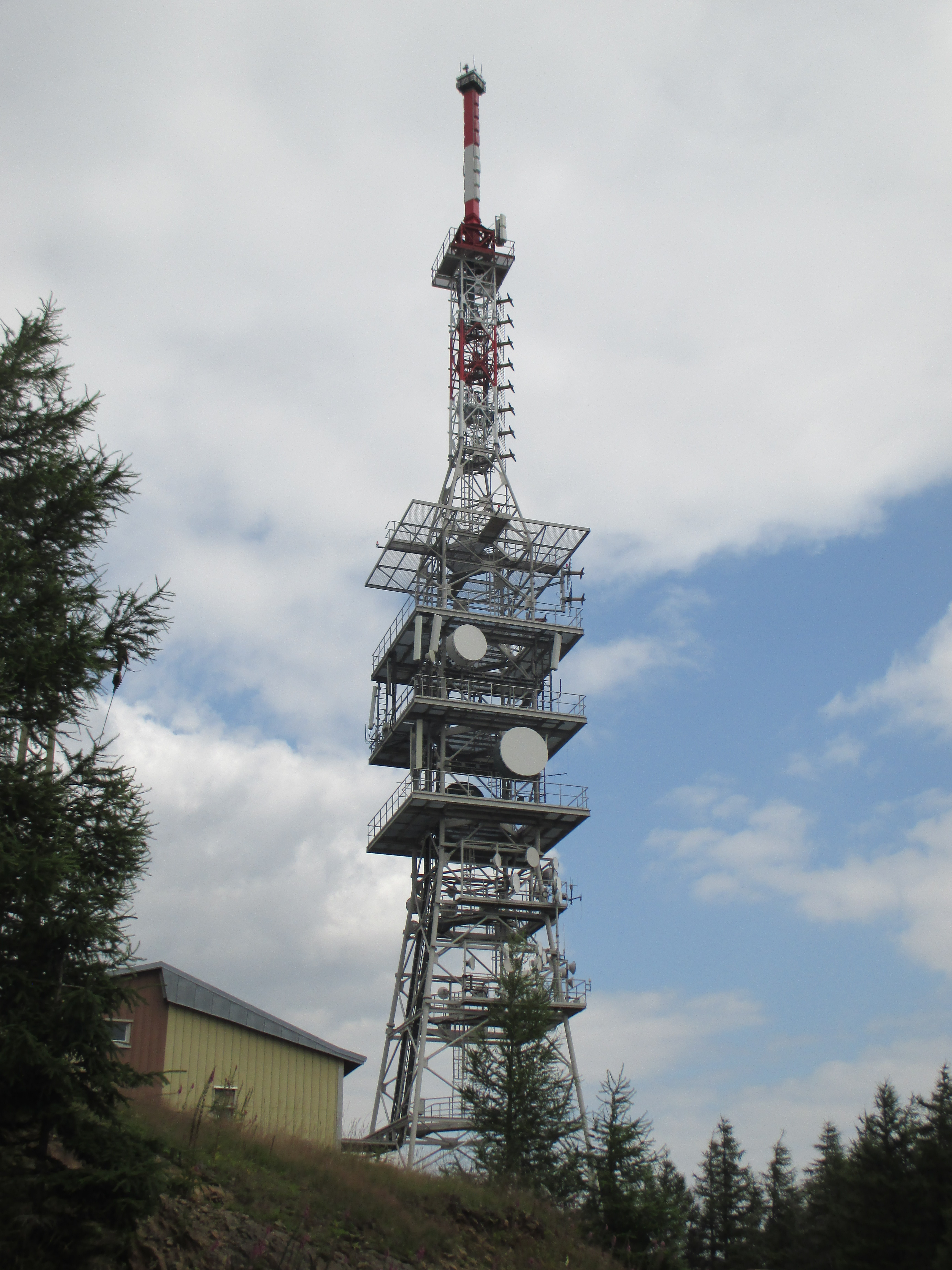
Chomutov – Jedlová hora
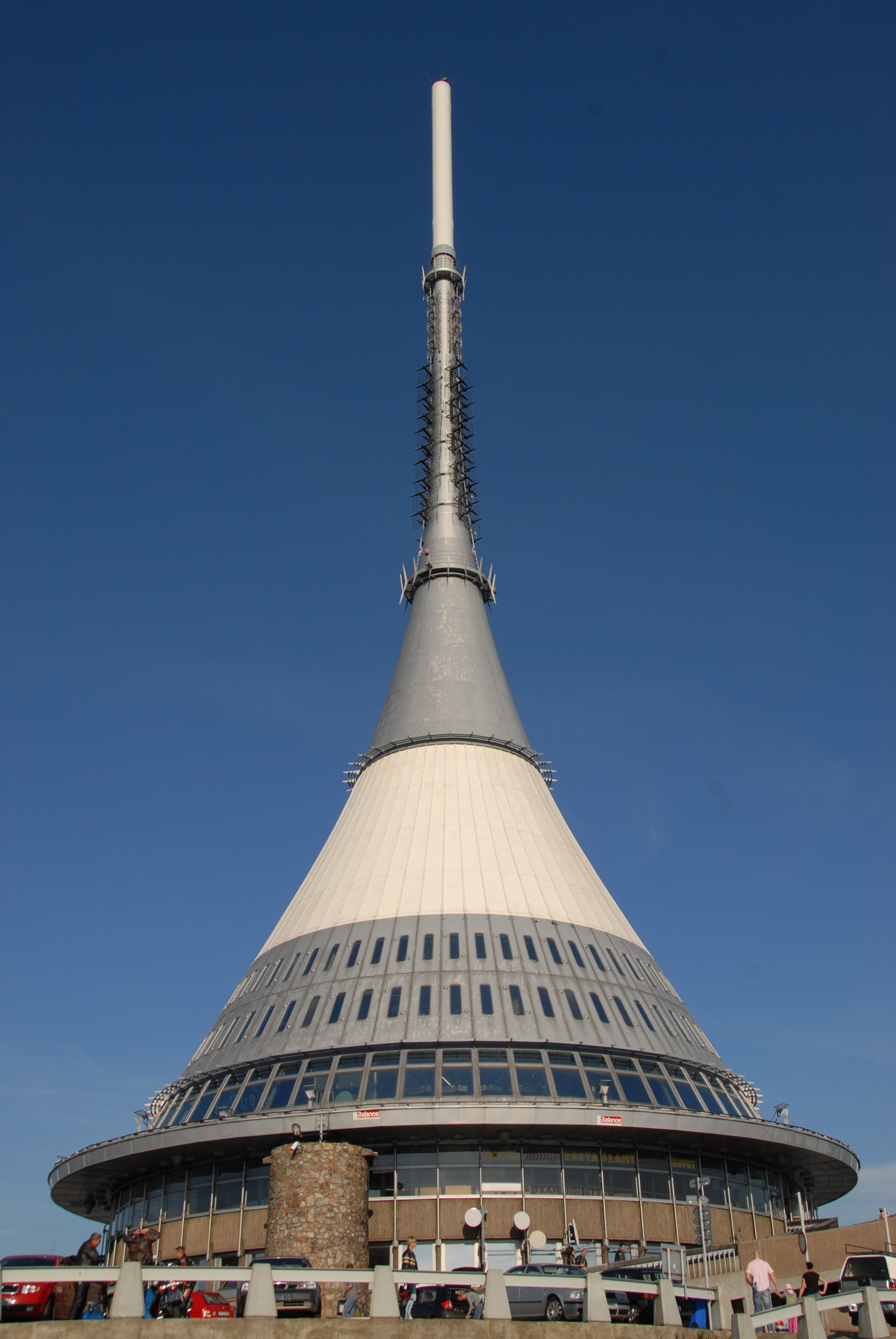
Liberec – Ješted
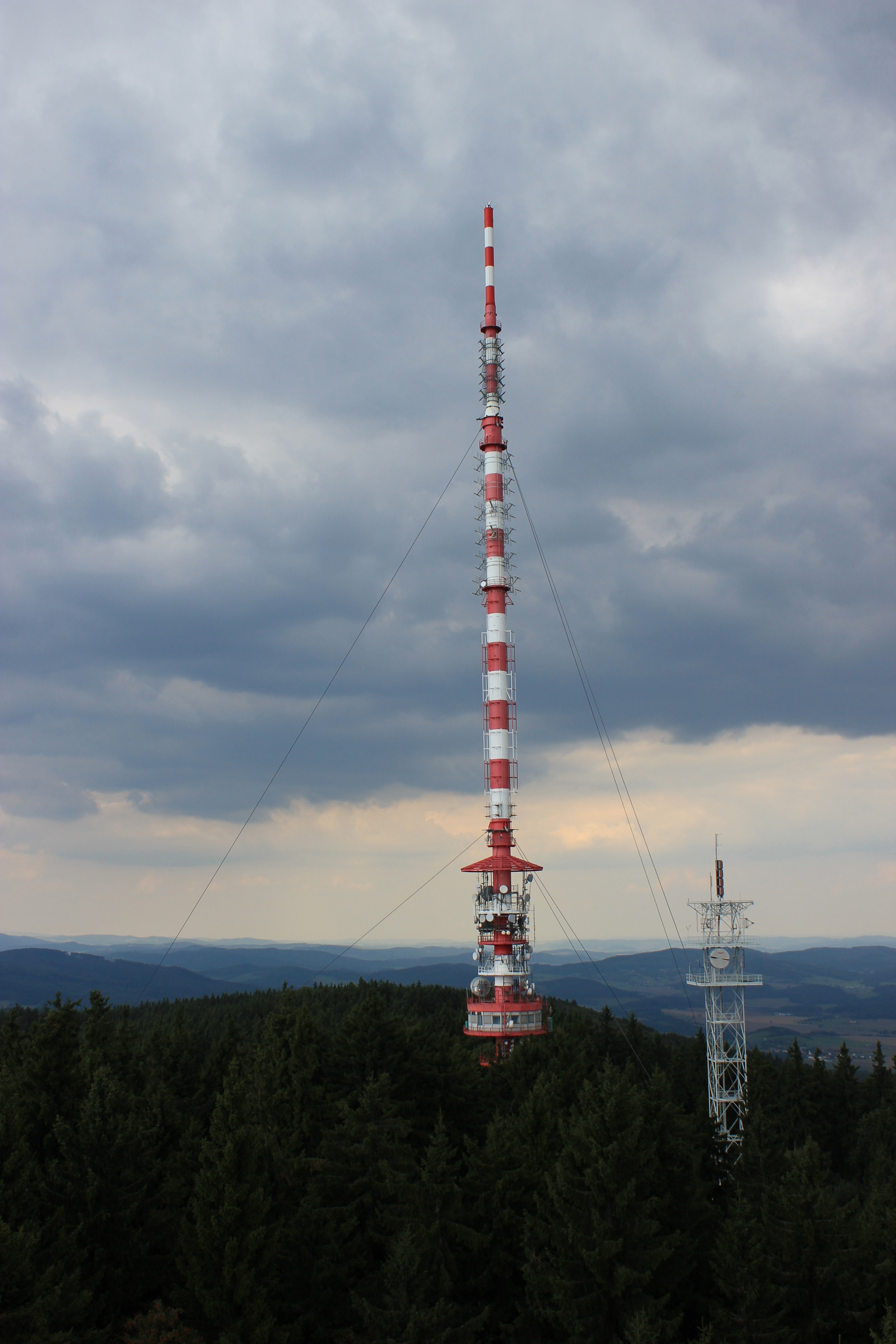
České Budějovice – Kleť
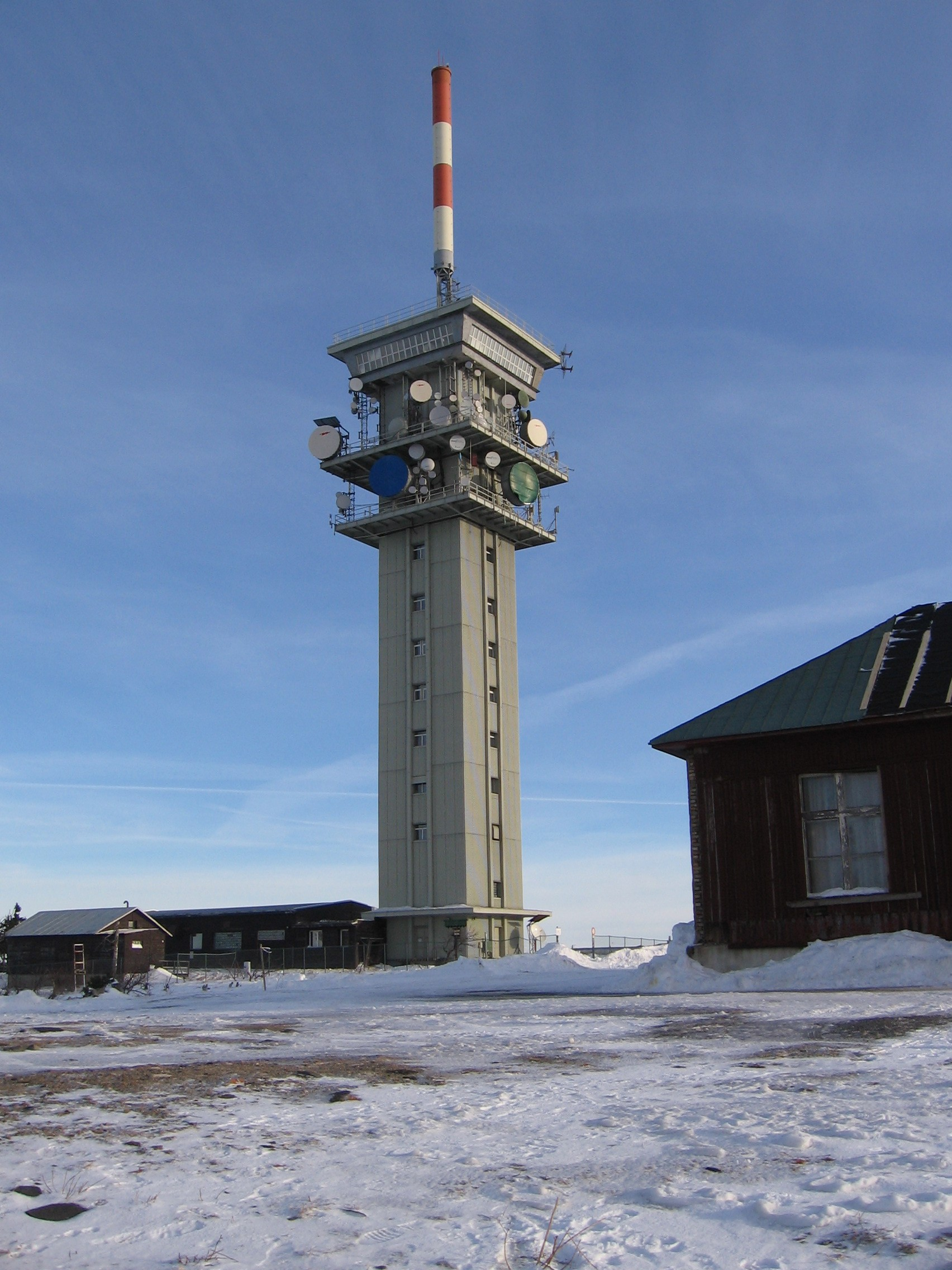
Jáchymov – Klínovec
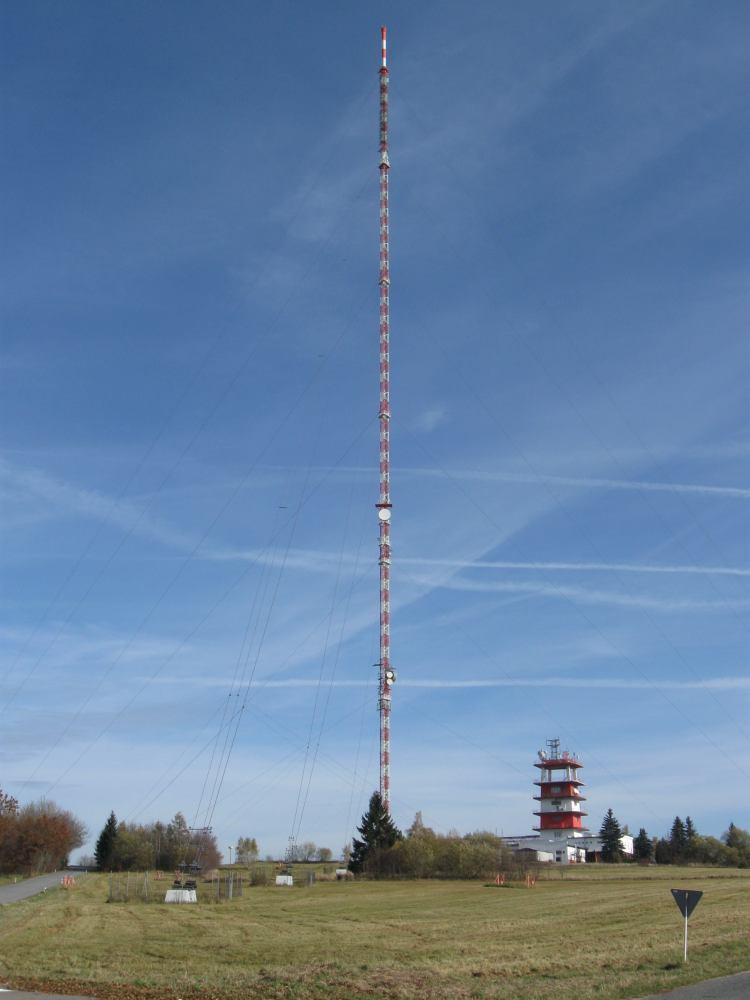
Brno – Kojál
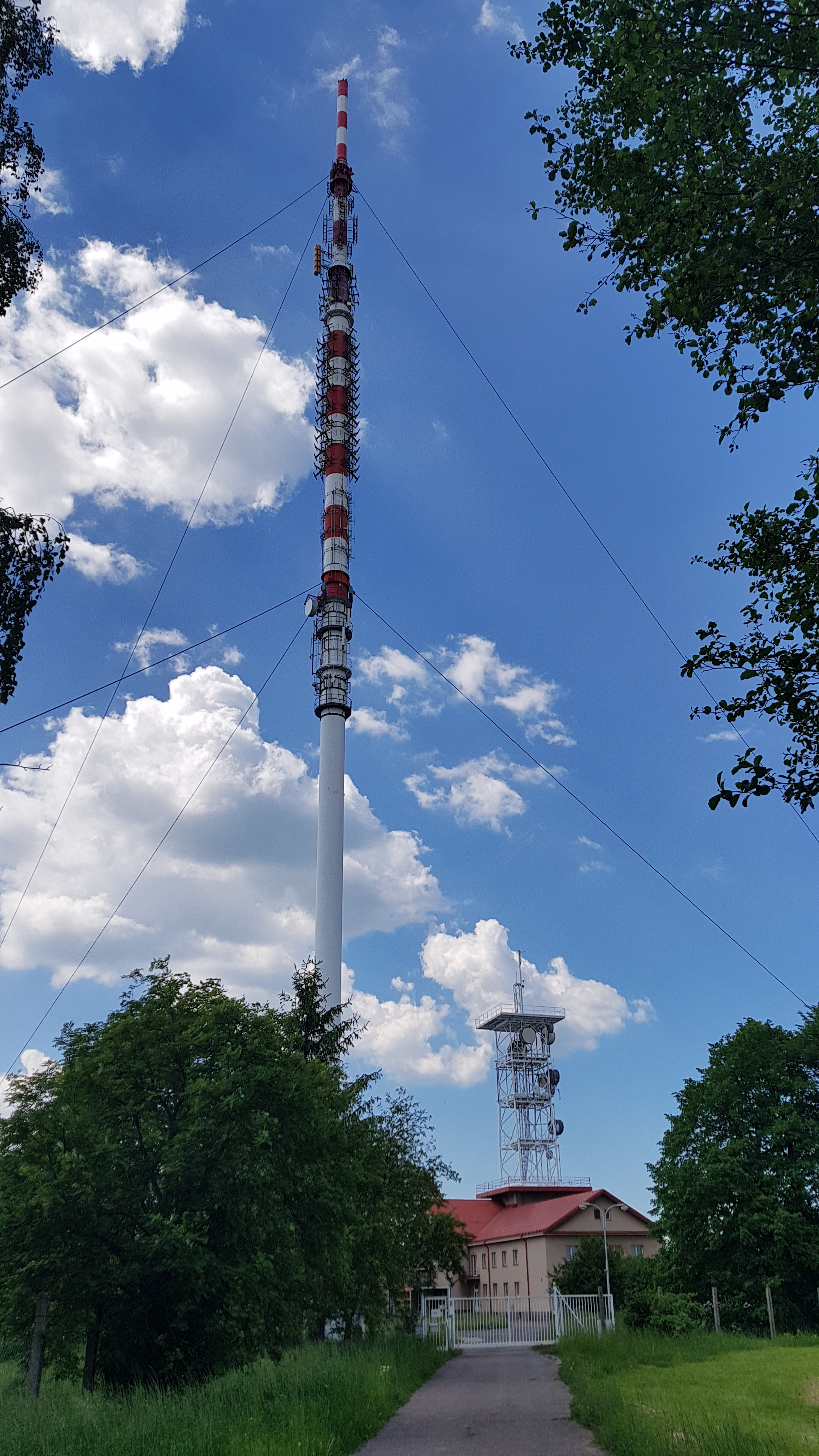
Pardubice – Krásné
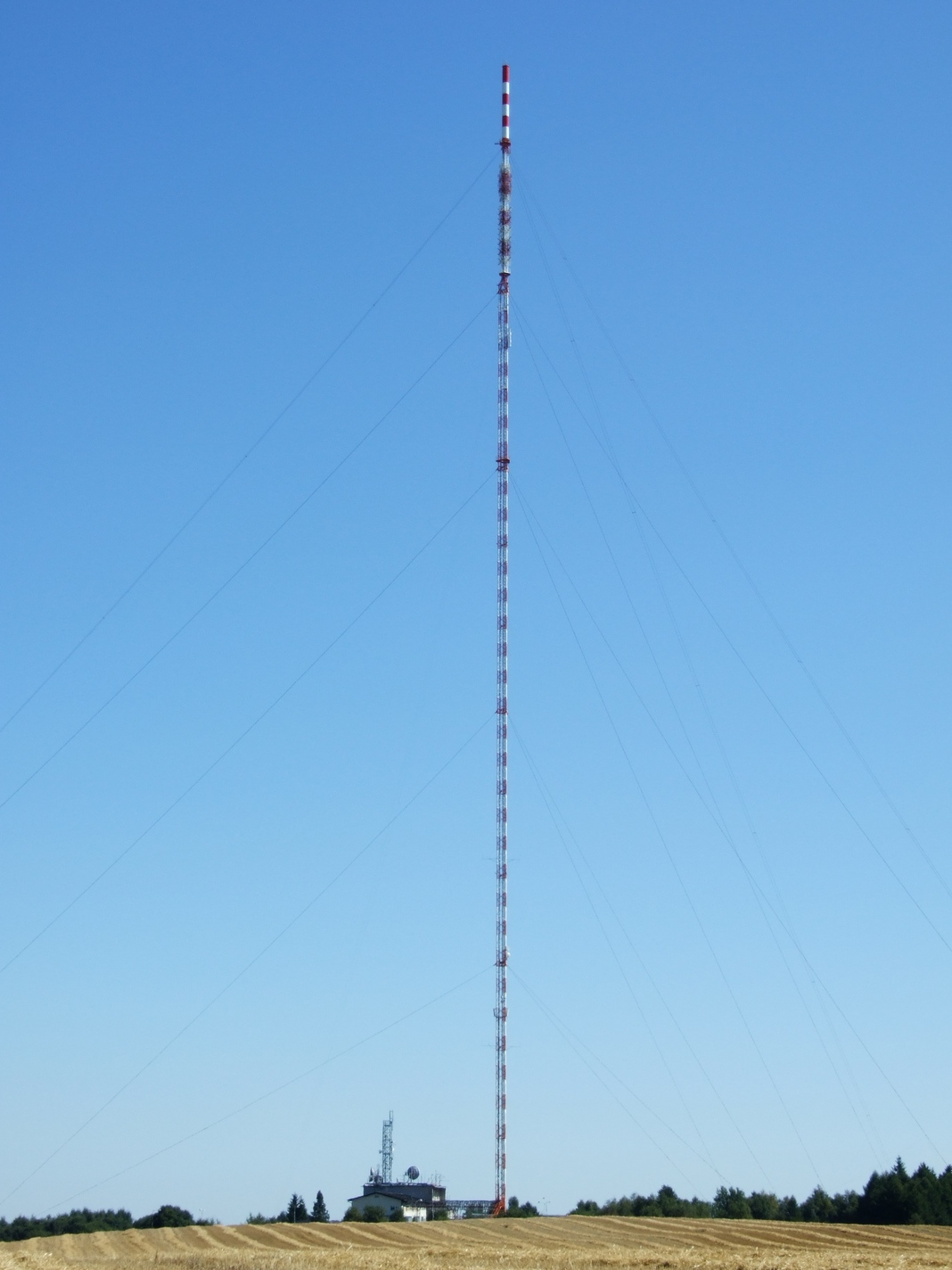
Plzeň – Krašov
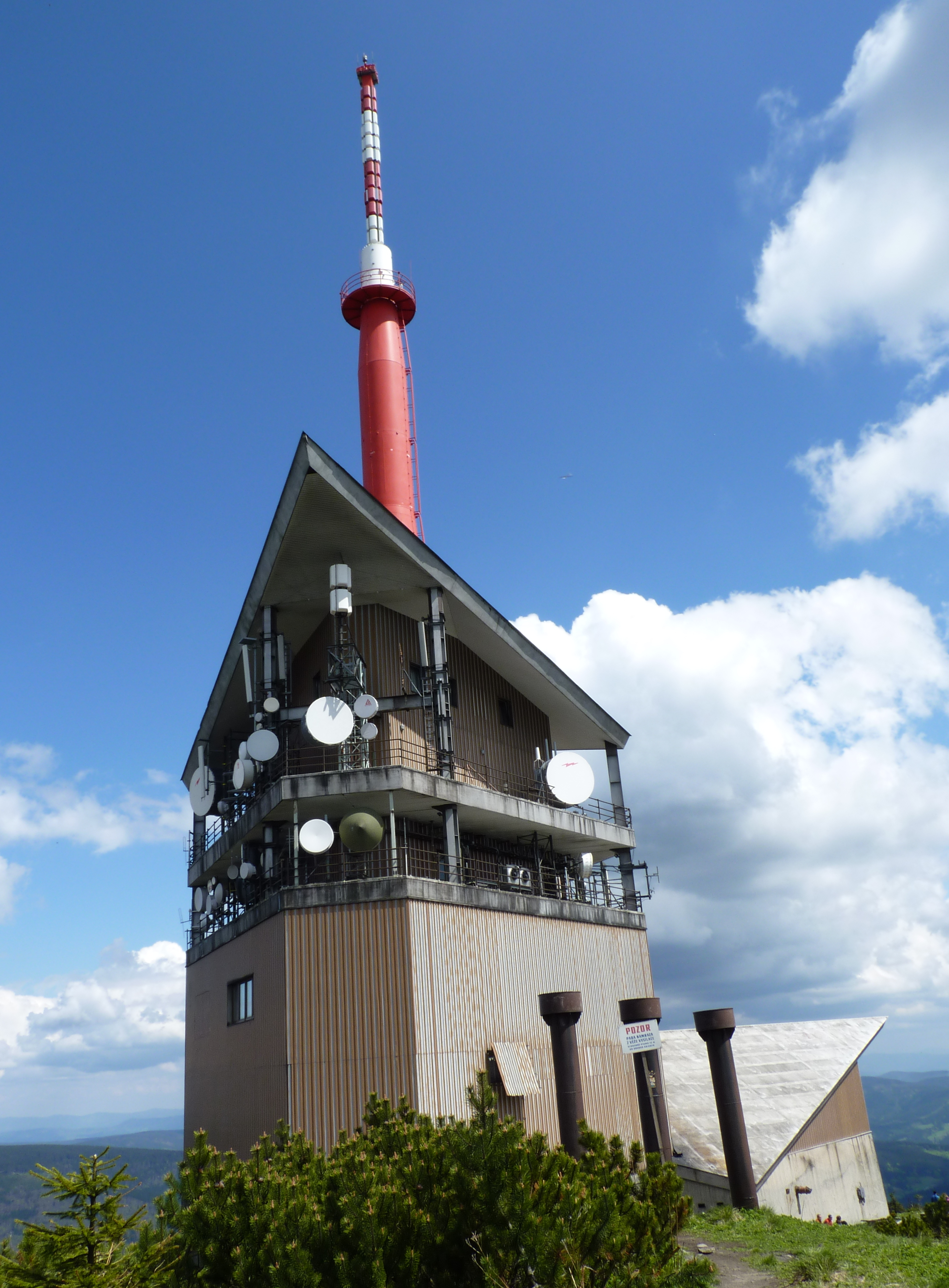
Frýdek-Místek – Lysá hora
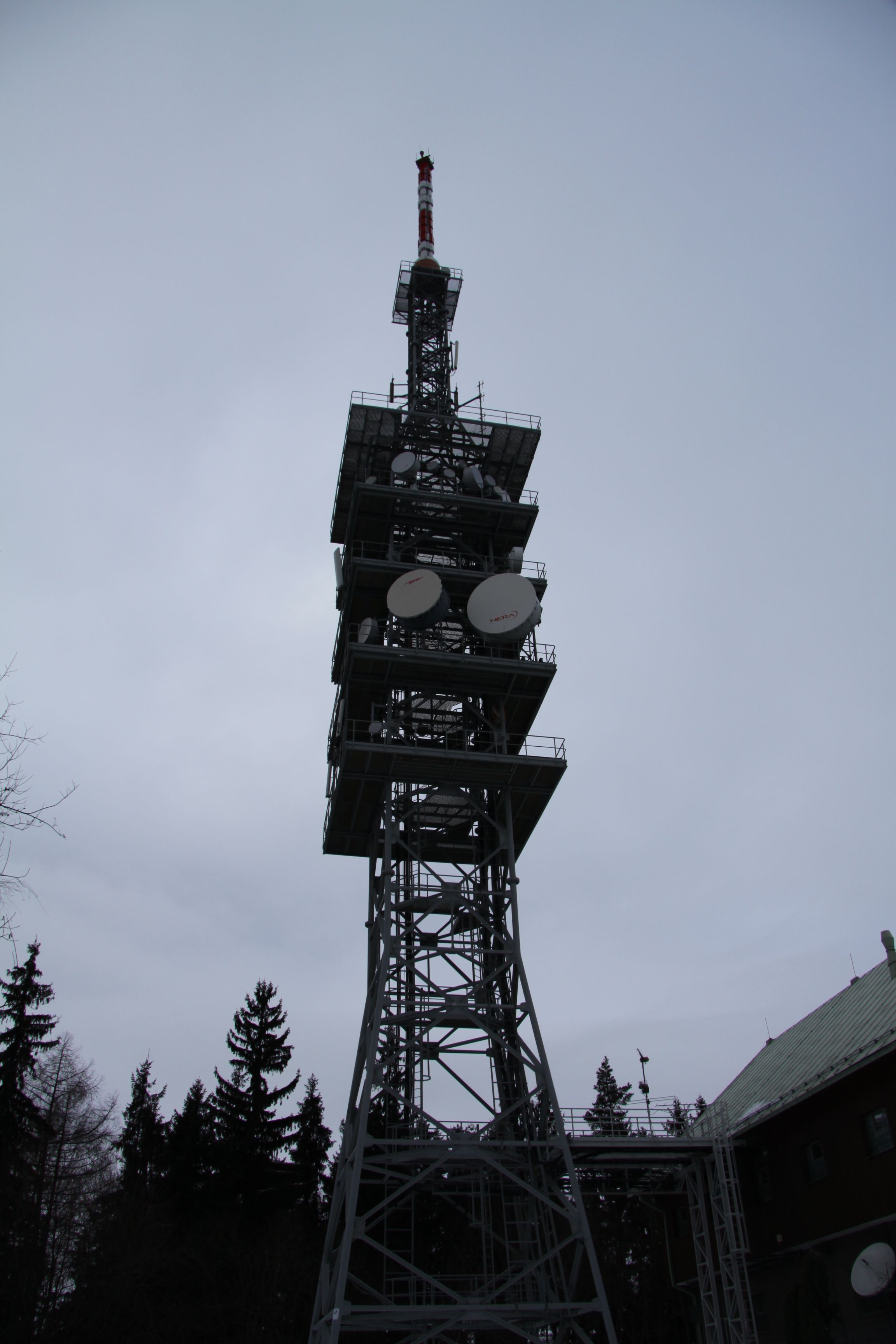
Vimperk – Mařský vrch
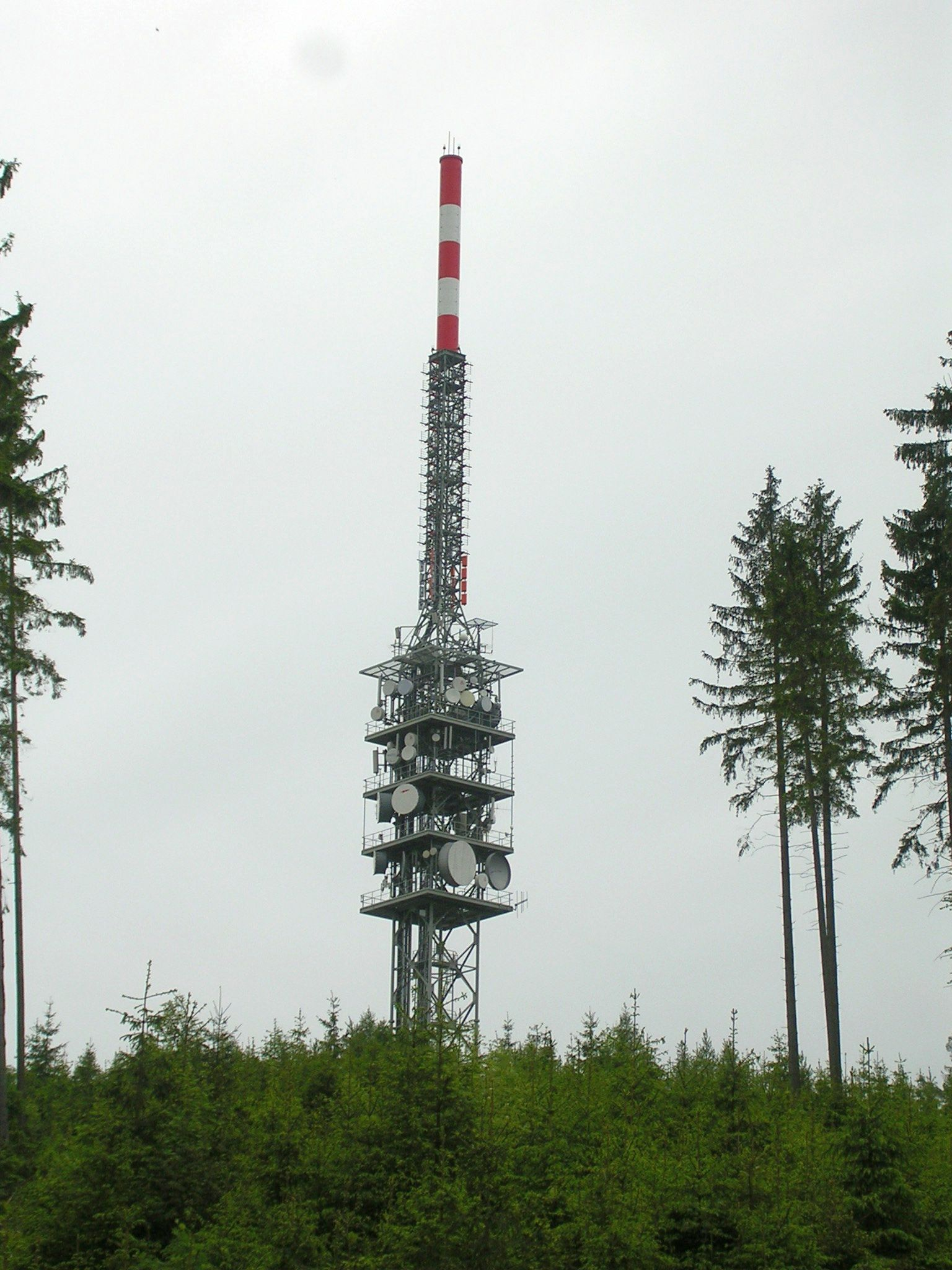
Votice – Mezivrata
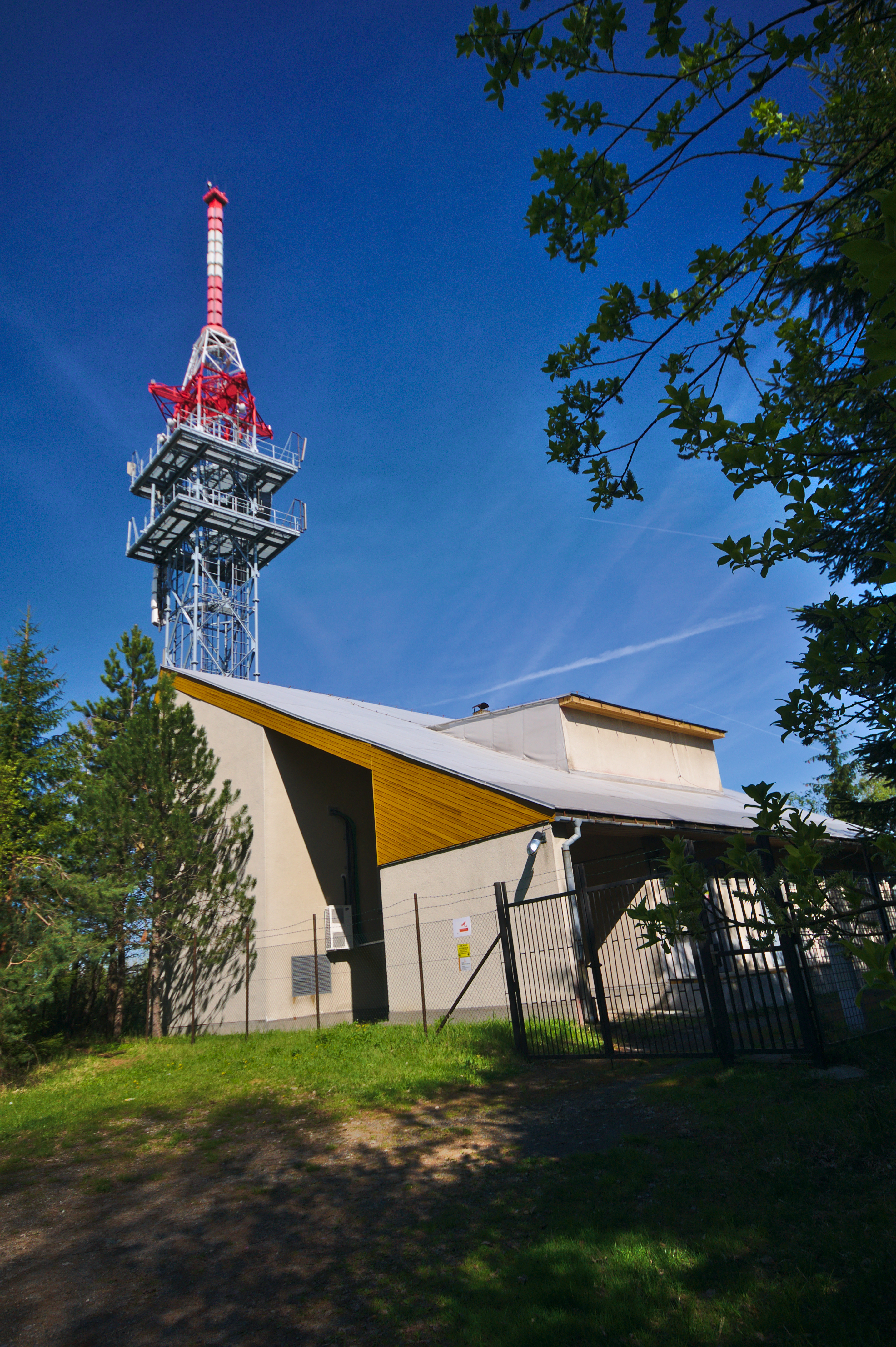
Valašské Klobouky – Ploštiny
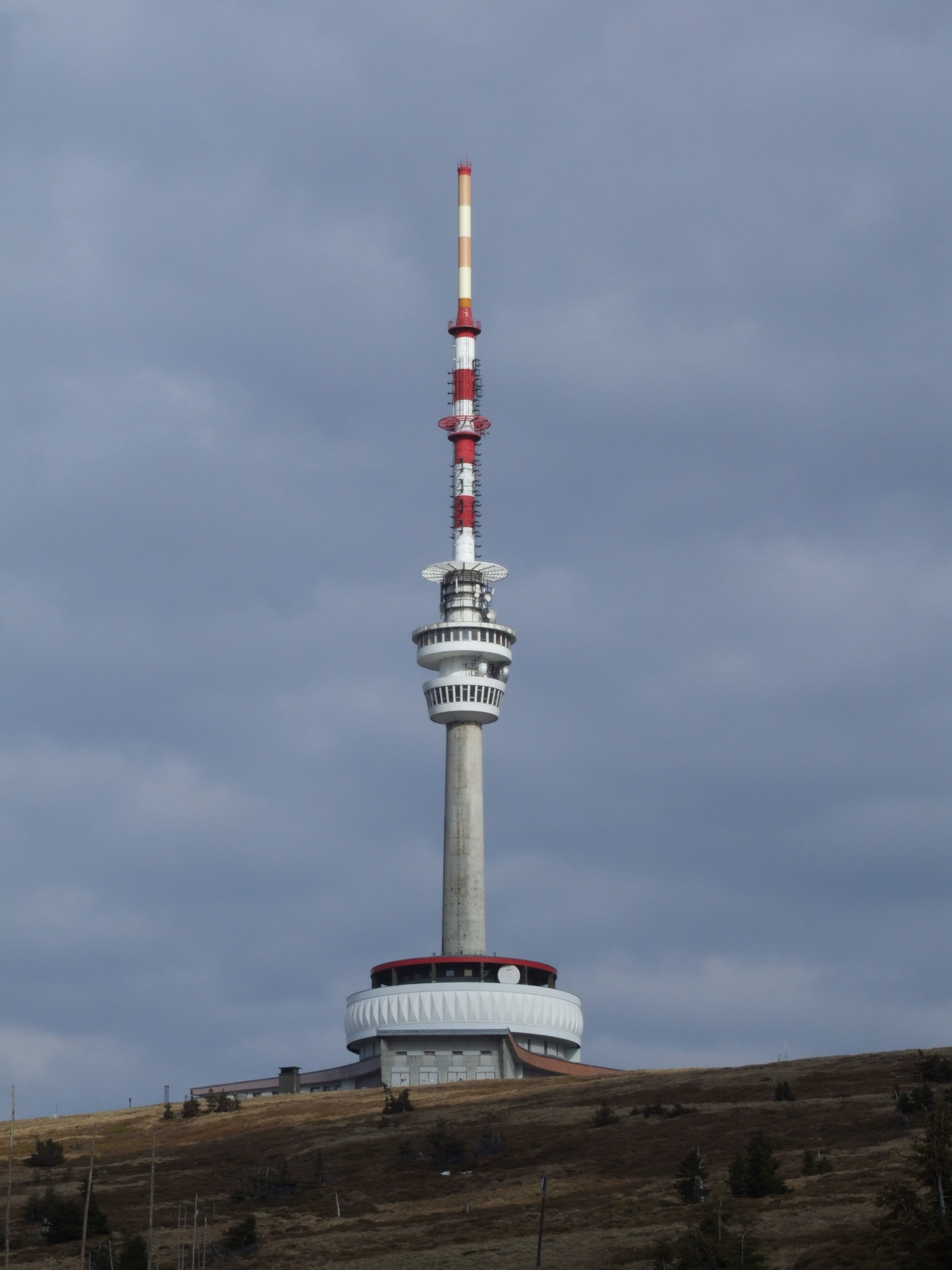
Jeseník – Praděd
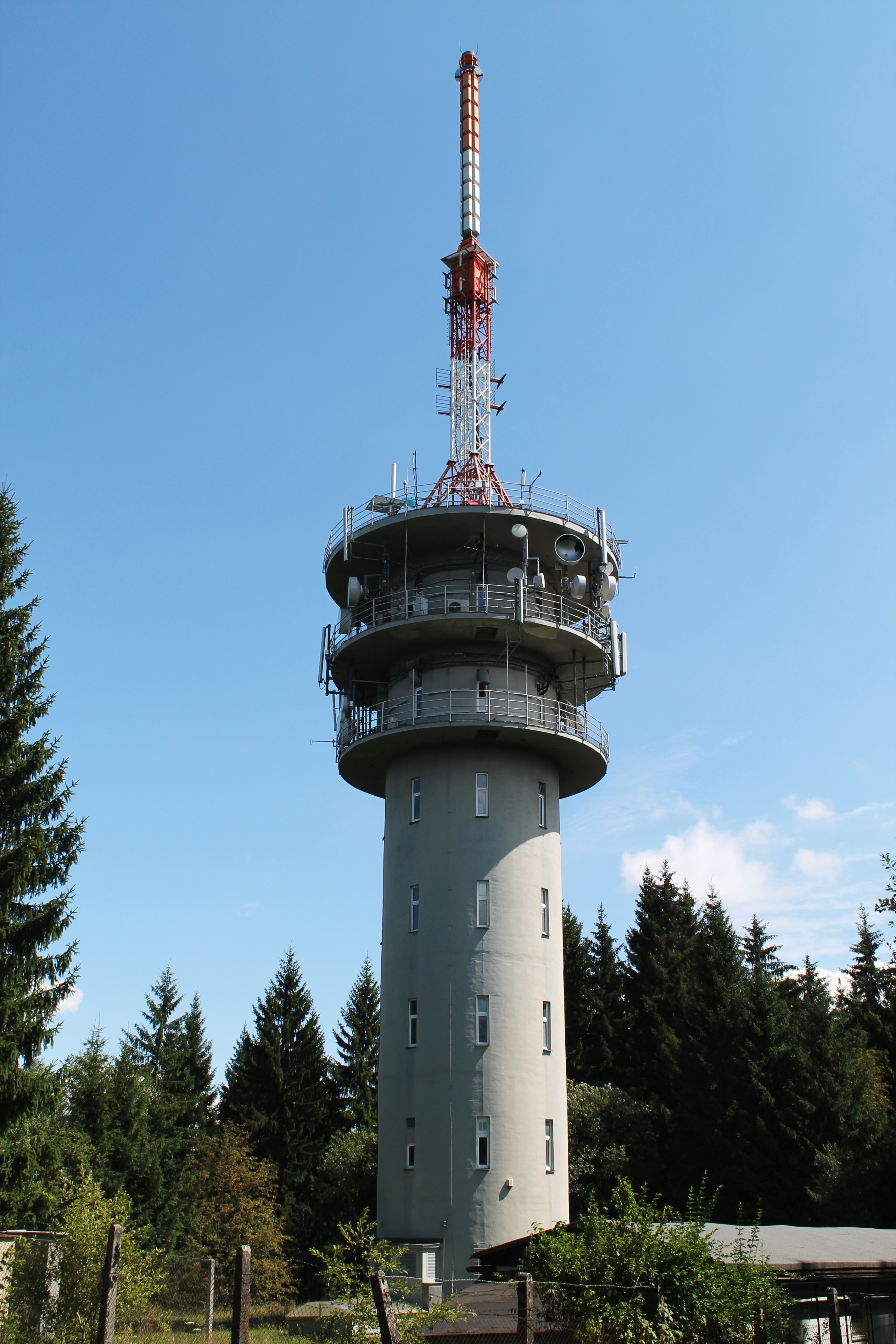
Sušice – Svatobor
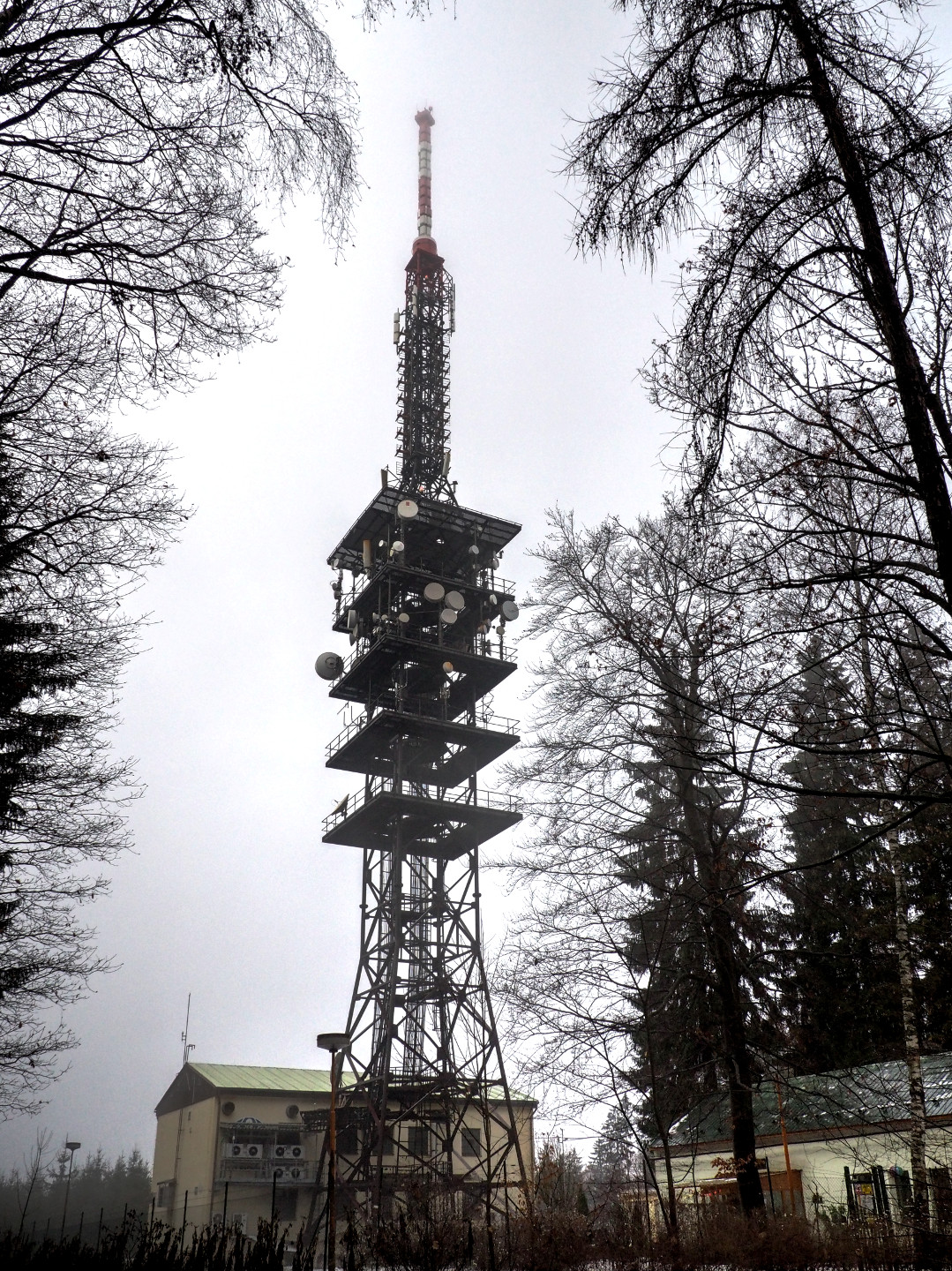
Zlín – Tlustá hora
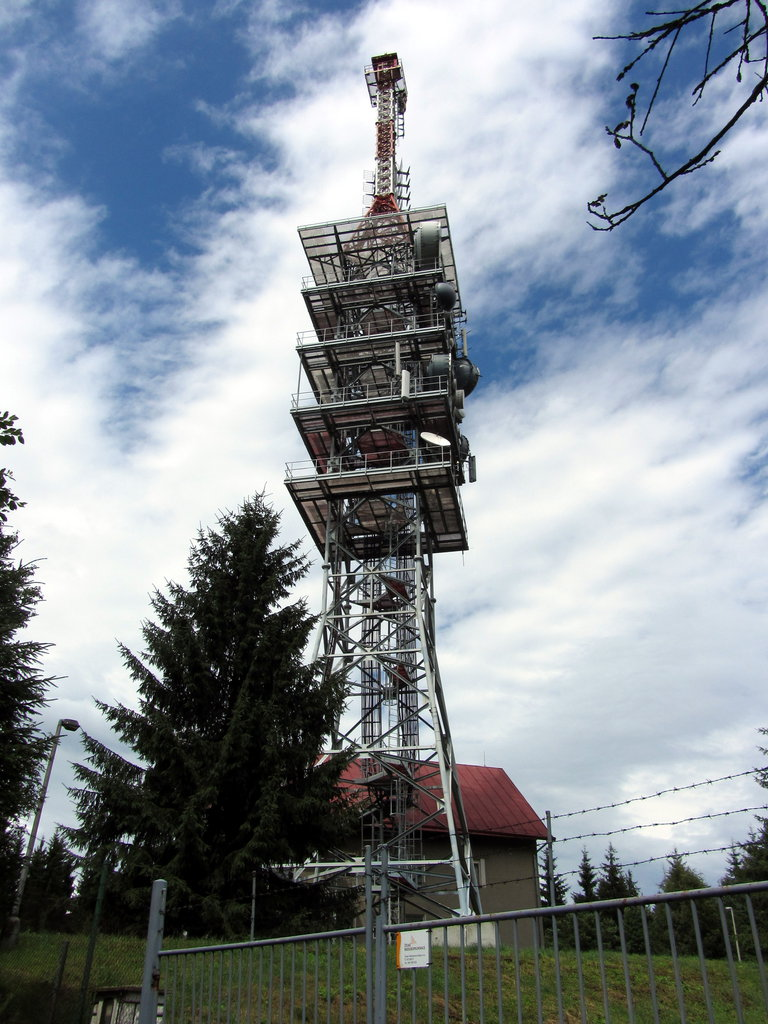
Domažlice – Vraní vrch
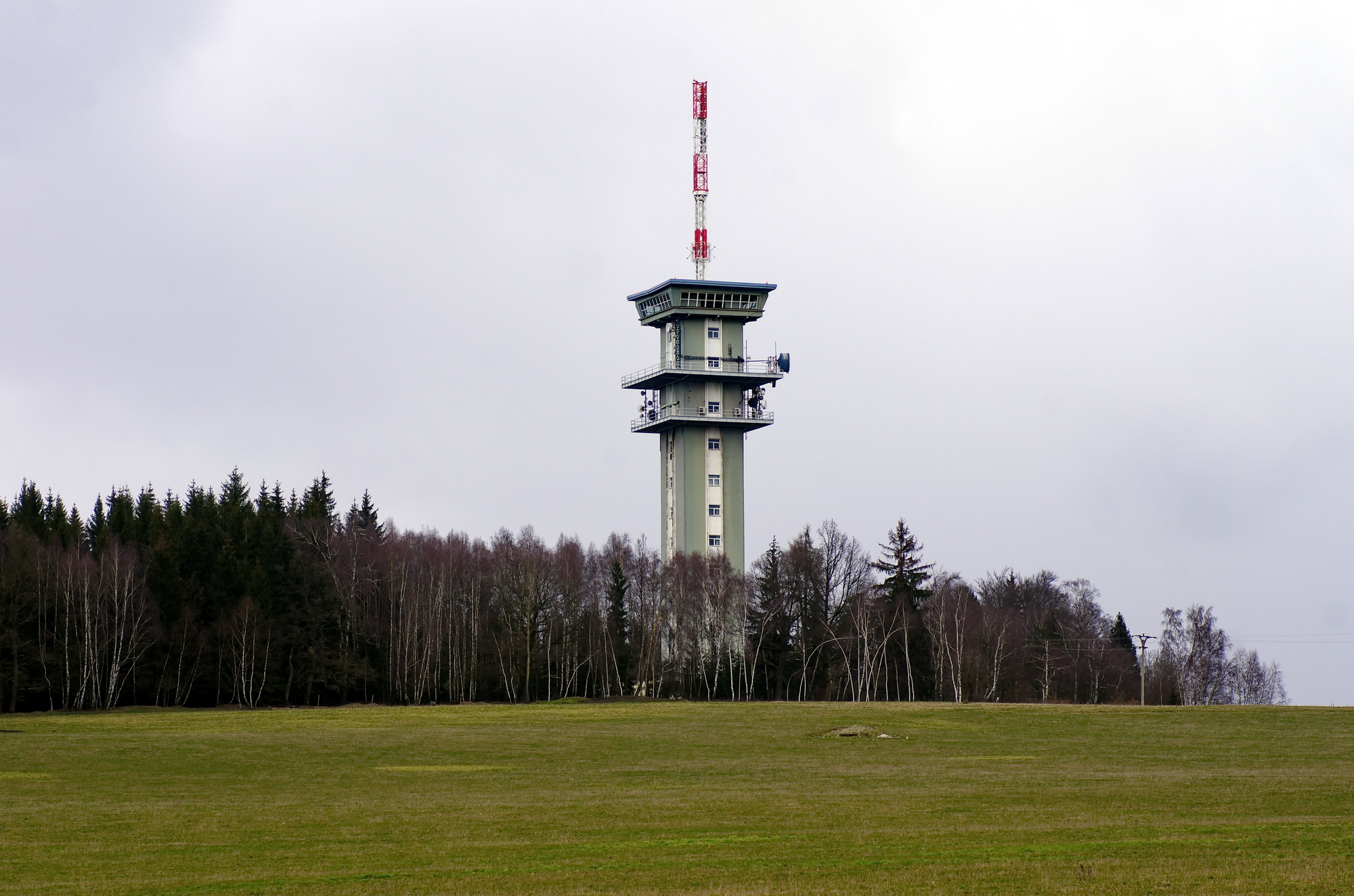
Cheb – Zelená hora
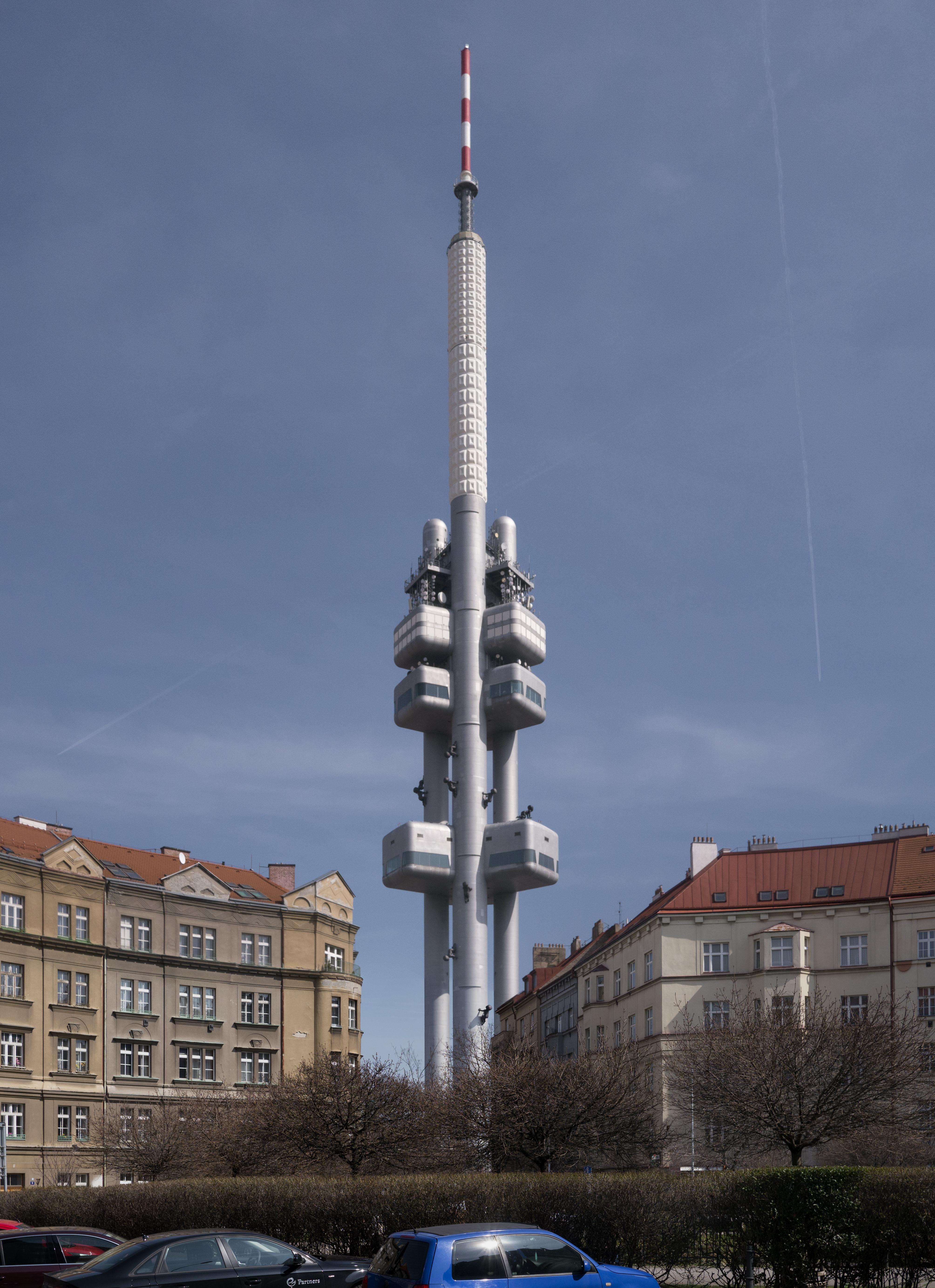
Praha – Žižkov
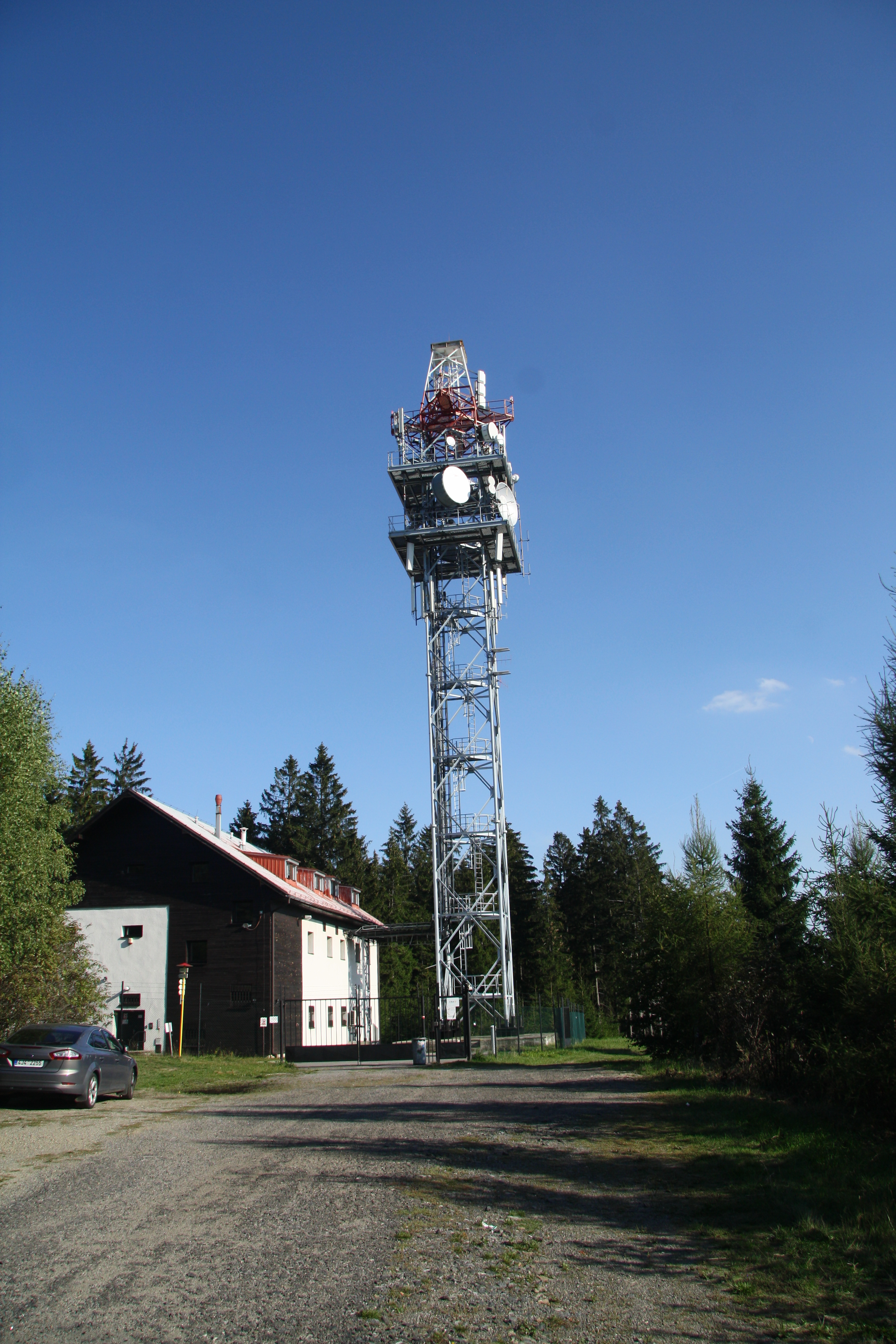
Žďár nad Sázavou – Harusův kopec
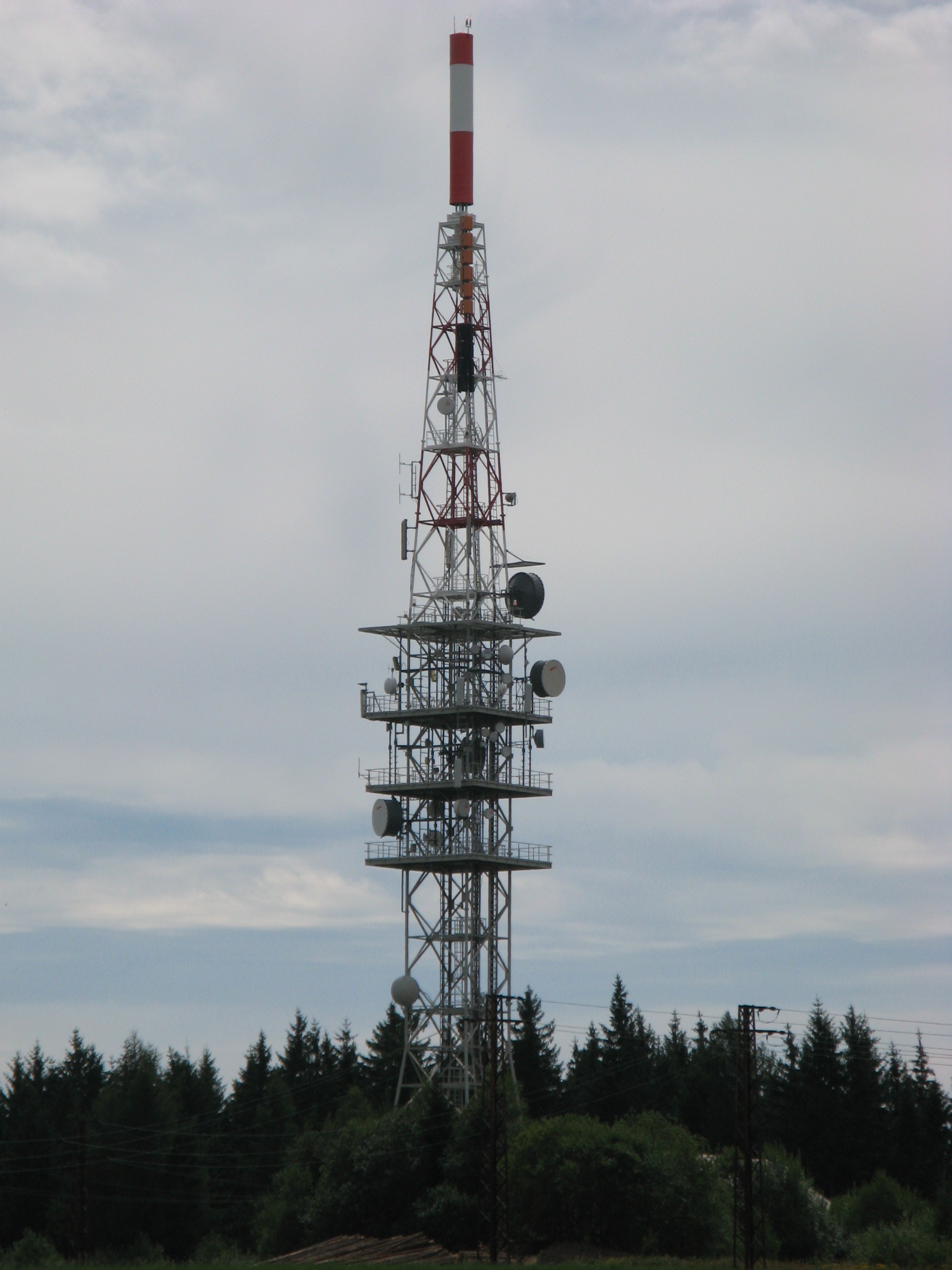
Svitavy – Kamenná Horka
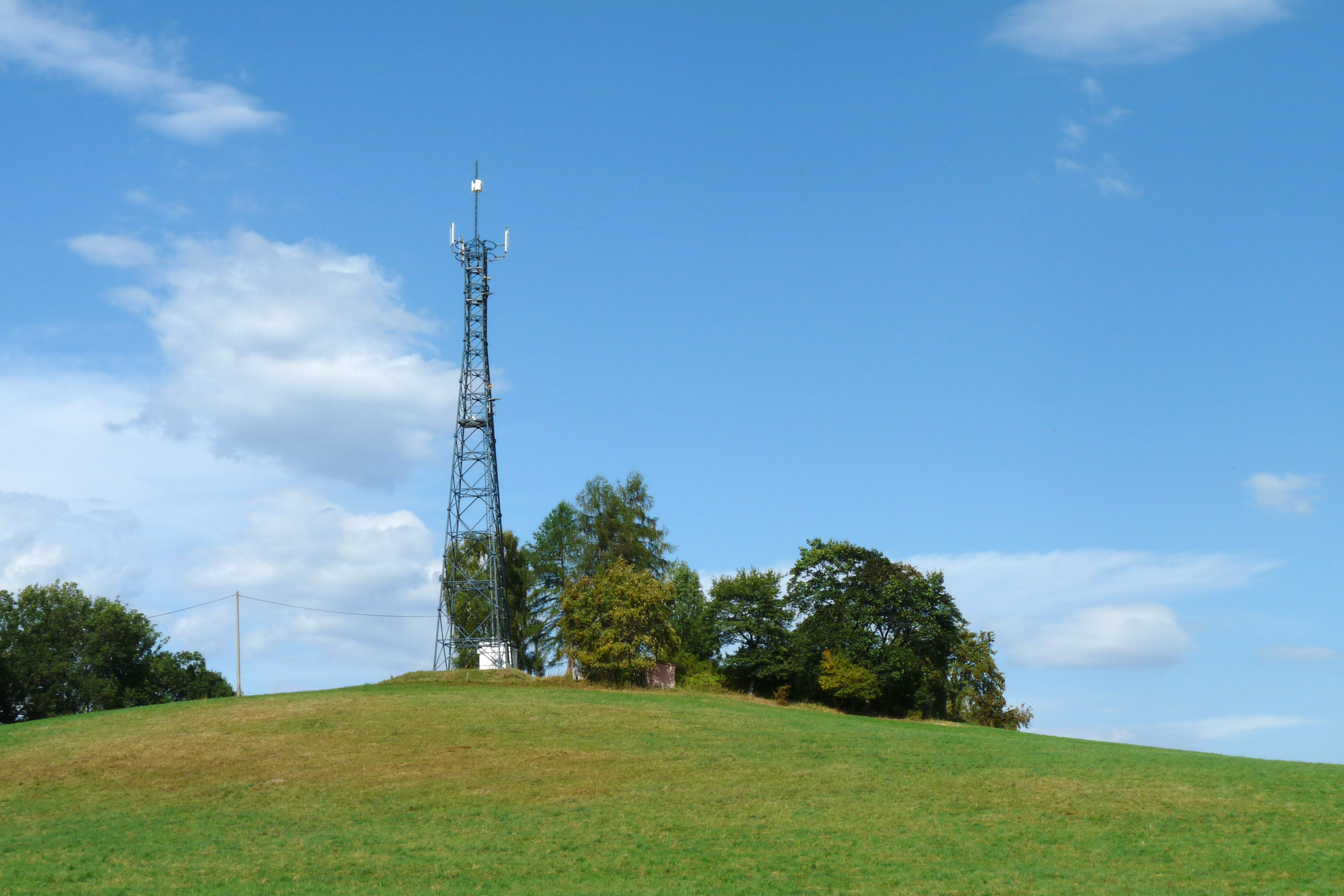
Zdíkov – Novotných vršek
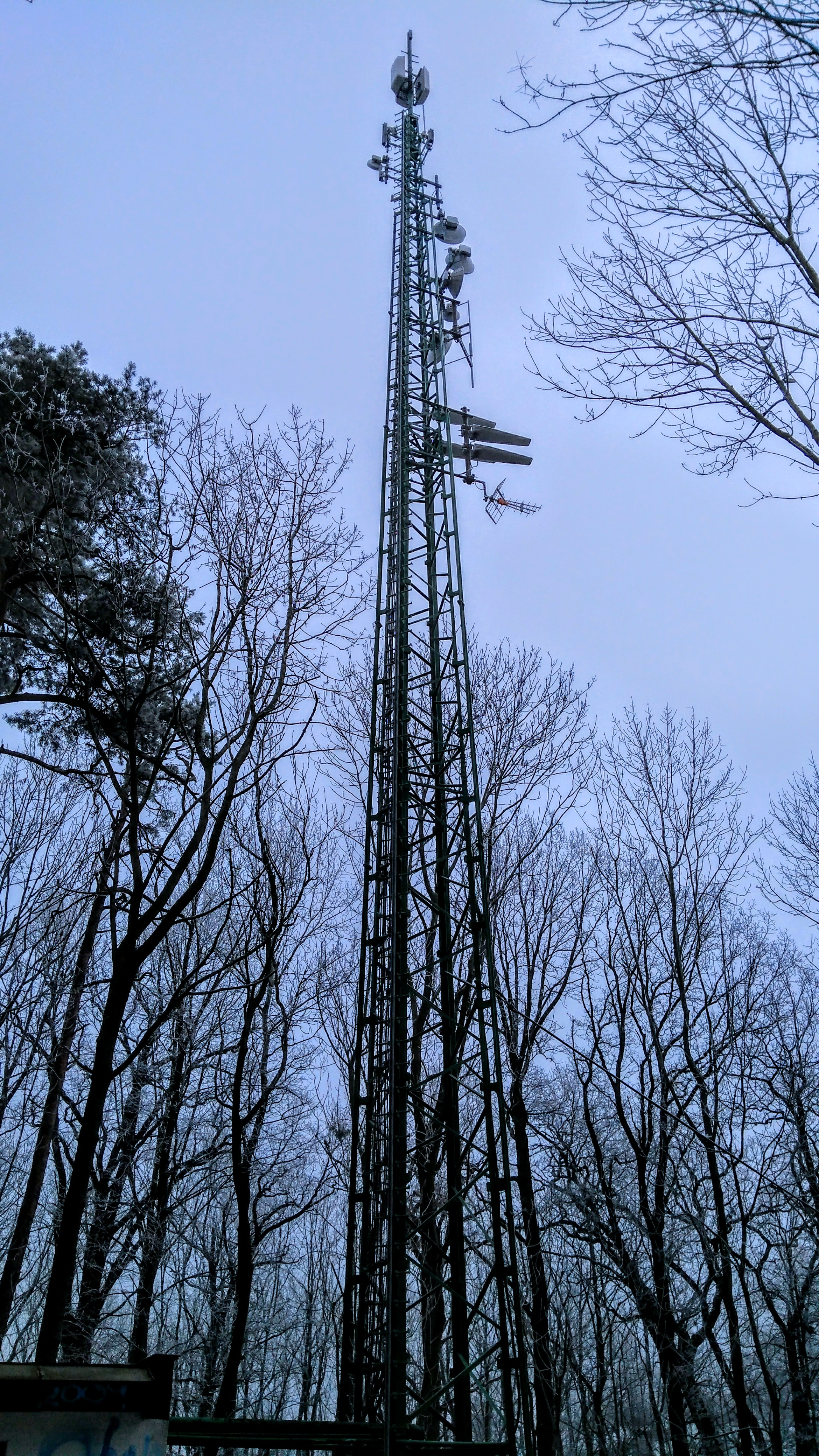
Děčín – Popovický vrch
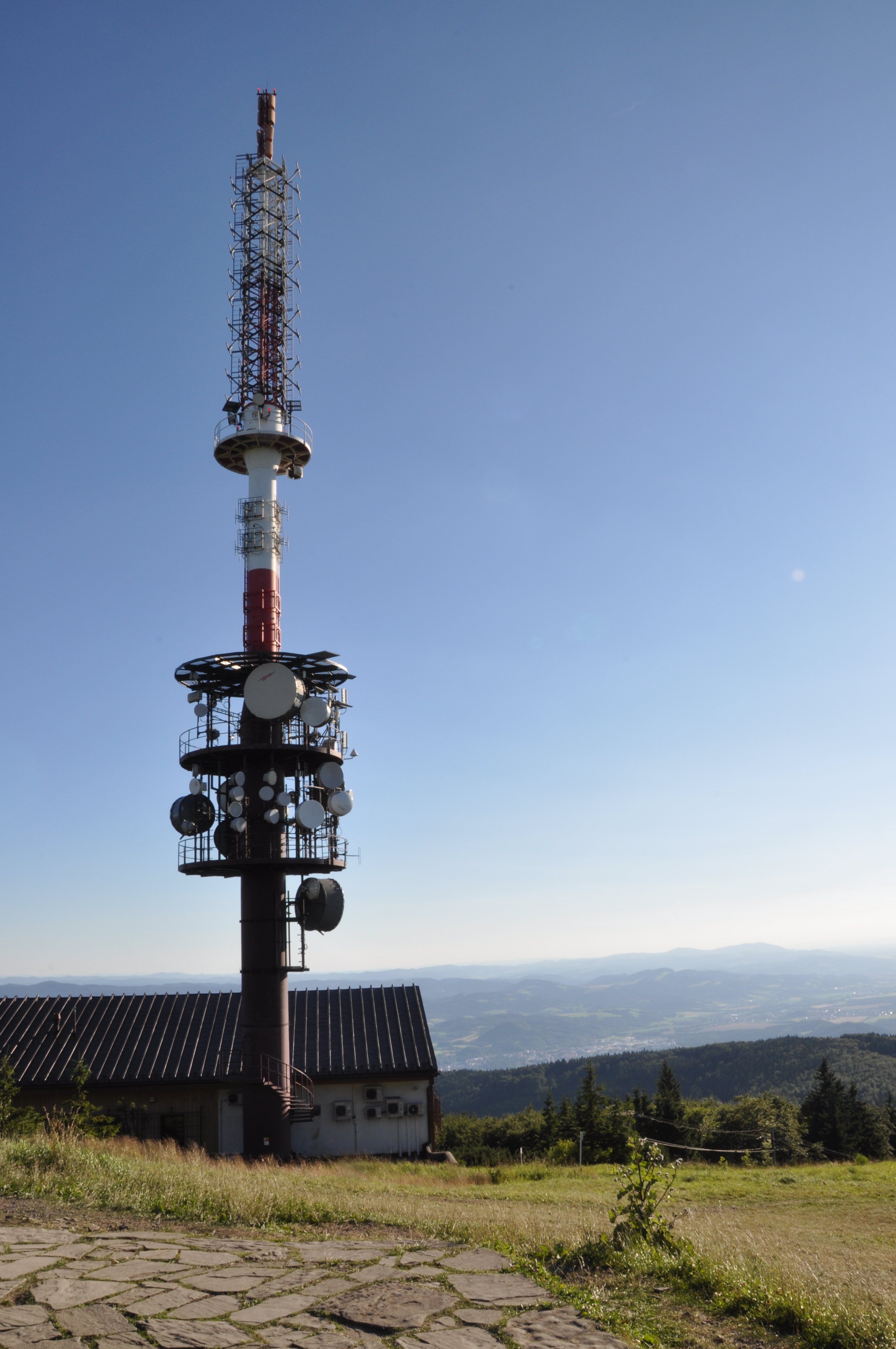
Valašské Meziříčí – Radhošť
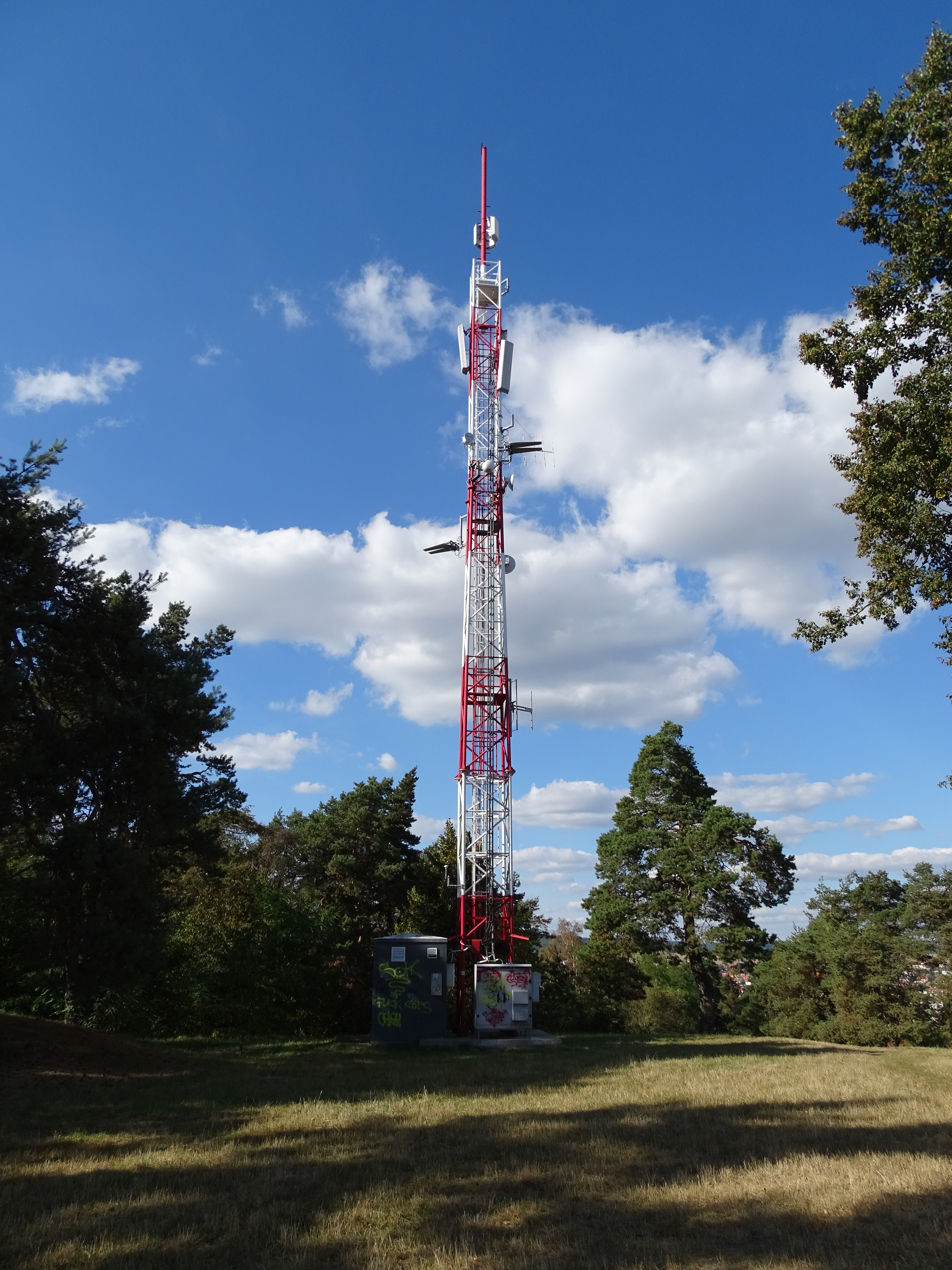
Třebíč – Strážný vrch
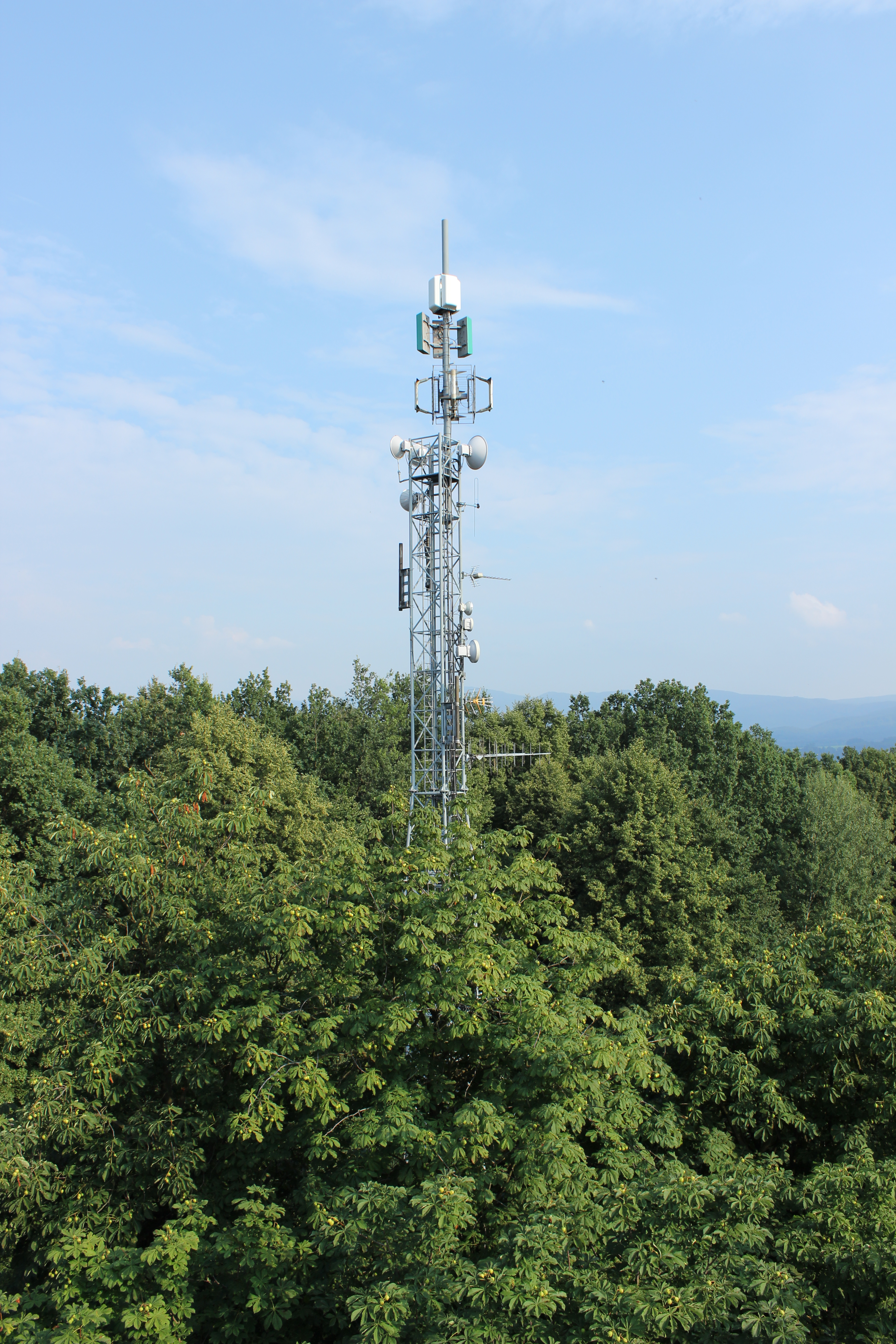
Frýdlant – U rozhledny

## Nejvyšší vysílače

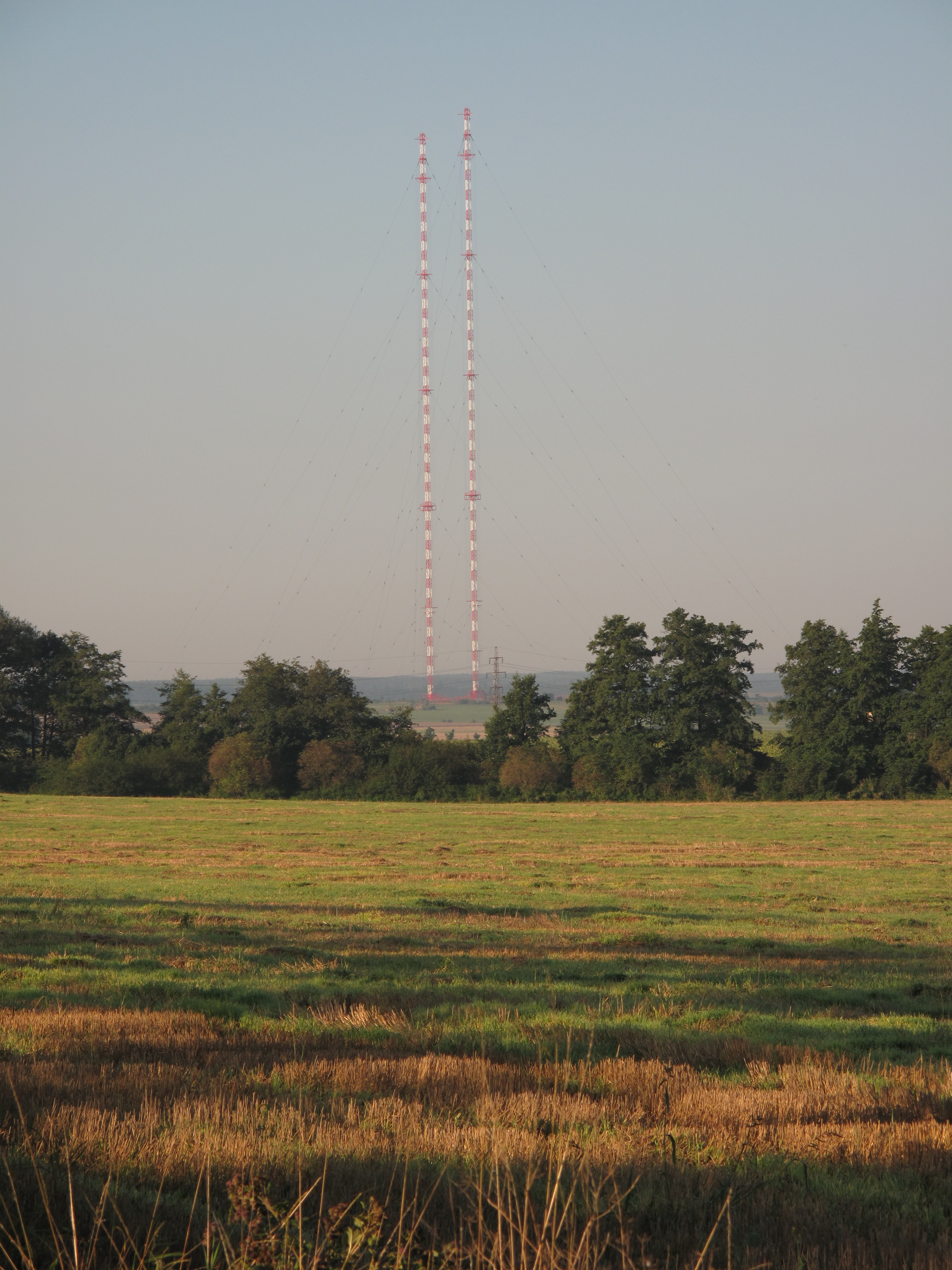
Liblice B - Nejvyšší vysílač, a zároveň nejvyšší stavba Česka

Mezi nejvyšší vysílače v Česku se řadí všechny typy vysílačů dle jejich celkové výšky. Již nestojící vysílače jsou vyznačeny kurzívou.
| Název vysílače              | Město            | Výška vysílače |
| --------------------------- | ---------------- | -------------- |
| Liblice B                   | Český Brod       | 355 m (2×)     |
| Krašov                      | Plzeň            | 347,5 m        |
| Kojál                       | Brno             | 339,5 m        |
| Blaw-Knox Liblice           | Český Brod       | 280,4 m        |
| RKS Topolná                 | Uherské Hradiště | 270 m (2×)     |
| Atmosférická stanice Křešín | Křešín           | 254 m          |
| Buková hora                 | Ústí nad Labem   | 223 m          |
| Žižkov                      | Praha            | 222 m          |
| RKS Litovel                 | Litovel          | 220 m (3×)     |
| Cukrák                      | Praha            | 196 m          |
| Hošťálkovice                | Ostrava          | 184 m          |
| Krásné                      | Pardubice        | 182 m          |
| Kleť                        | České Budějovice | 176 m          |
| Javořice                    | Jihlava          | 166 m          |
| RKS Dobrochov               | Prostějov        | 152 m          |
| Praděd                      | Jeseník          | 150 m          |
| RKS Mělník                  | Mělník           | 150 m          |
| Liblice A                   | Český Brod       | 150 m          |

## AM vysílače
Již nestojící vysílače jsou vyznačeny kurzívou.

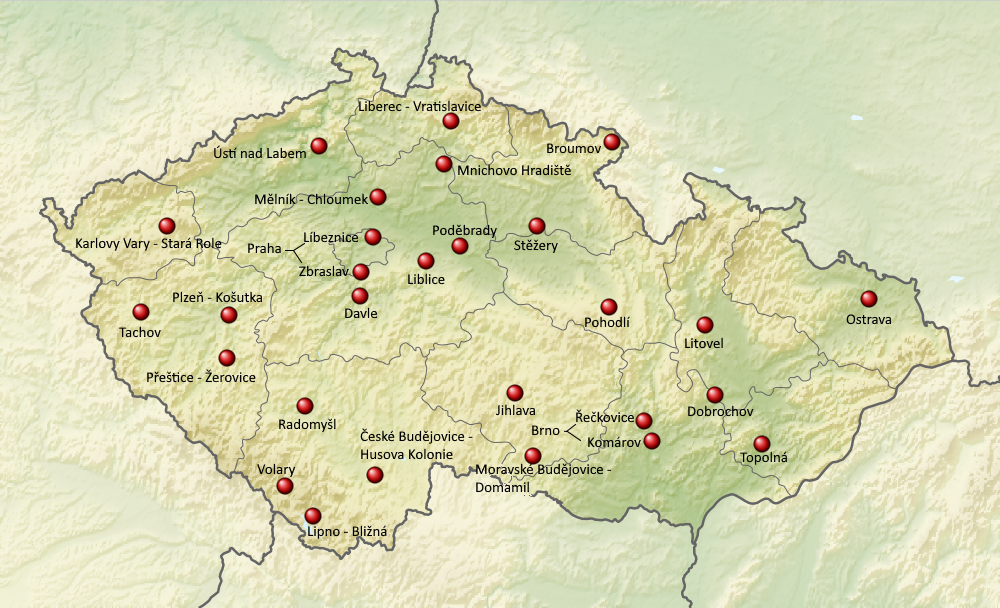
Mapa AM vysílačů v České republice

Seznam Slovenských AM vysílačů zde.
| Název vysílače    | Město               | Výkon (ERP)                  | Datum vypnutí         | Stav/Datum odstřelu                                                          |
| ----------------- | ------------------- | ---------------------------- | --------------------- | ---------------------------------------------------------------------------- |
| Blaw-Knox Liblice | Český Brod          | ? kW                         | ??. ??. 1972          | 17. 10. 1972                                                                 |
| Bližná            | Lipno               | 1 kW                         | 31. 10. 2003          | stojí                                                                        |
| Dobrochov         | Prostějov           | 200 kW, 5 kW                 | 31. 12. 2021 23:59:59 | 20. 02. 1986, nové stožáry stojí, hlavní stožár je využíván pro jiné účely   |
| Domamil           | Moravské Budějovice | 5 kW, 25 kW                  | 31. 12. 2021          | 15. 04. 2024                                                                 |
| Hostovice         | Ústí nad Labem      | 3 kW, 3x 1 kW, 2x 3 kW       | 30. 06. 1995          | stojí                                                                        |
| Husova kolonie    | České Budějovice    | 5 kW                         | vysílá                | stojí                                                                        |
| Chloumek          | Mělník              | 400 kW                       | 31. 03. 2003          | stojí                                                                        |
| Komárov           | Brno                | 1 kW                         | 30. 04. 2004          | 22. 01. 2013                                                                 |
| Košutka           | Plzeň               | 1 kW                         | 31. 01. 1994          | ??. ??. 199?                                                                 |
| Kurojedy          | Tachov              | 1500 kW                      | nepostaveno           | nepostaveno                                                                  |
| Líbeznice         | Praha               | 10 kW                        | vysílá                | stojí                                                                        |
| Liblice A         | Český Brod          | 120 kW                       | ??. ??. 19??          | 11. 08. 2004                                                                 |
| Liblice B         | Český Brod          | 20 kW                        | 31. 03. 2025          | stojí                                                                        |
| Litovel           | Litovel             | 43 kW, 14 kW, 10 kW          | 31. 12. 1996          | 11. 09. 2000                                                                 |
| Sychrov           | Mnichovo Hradiště   | ? kW                         | ??. ????              | ??. ????                                                                     |
| Poděbrady         | Poděbrady           | ? kW                         | ??. ????              | stojí                                                                        |
| Pohodlí           | Litomyšl            | 100 kW, 300 kW, 150 kW, 2 kW | ??. ??. 2011          | postupně demolováno, část stojí                                              |
| Právo             | Tachov              | 1 kW, 2 kW                   | 31. 01. 2004          | stojí                                                                        |
| Radomyšl          | Strakonice          | 7 kW, 20 kW                  | ??. ??. 2004          | 21. 07. 2004                                                                 |
| Rožmitál          | Broumov             | 2 kW                         | 31. 10. 2003          | stojí                                                                        |
| Řečkovice         | Brno                | ? kW                         | ??. ??. 201?          | stojí                                                                        |
| Stará Role        | Karlovy Vary        | 20 kW                        | 01. 01. 2022 00:00:06 | 01. 04. 2025                                                                 |
| Stěžery           | Hradec Králové      | 10 kW                        | vysílá                | jeden ze stožárů stojí                                                       |
| Svinov            | Ostrava             | 30 kW, 5 kW, 2 kW            | 01. 01. 2022 00:00:16 | odstřelen, 2 stožáry zlikvidovány během let 2000–2017, poslední v únoru 2024 |
| Topolná           | Uherské Hradiště    | 50 kW                        | 31. 12. 2021          | 28. 07. 2022                                                                 |
| Větrník           | Jihlava             | 7 kW                         | 31. 01. 2004          | 12. 05. 2025                                                                 |
| Volary            | Volary              | 1 kW                         | 31. 06. 1993          | 30. 07. 1993                                                                 |
| Vratislavice      | Liberec             | 2 kW                         | 31. 01. 2004          | ??. ??. 2004                                                                 |
| Zbraslav          | Praha               | ve dne 20 kW, v noci 1 kW    | 31. 10. 2023          | 06. 03. 2024                                                                 |
| Žerovice          | Přeštice            | 20 kW                        | 31. 01. 2004          | stojí                                                                        |

## Galerie AM vysílačů

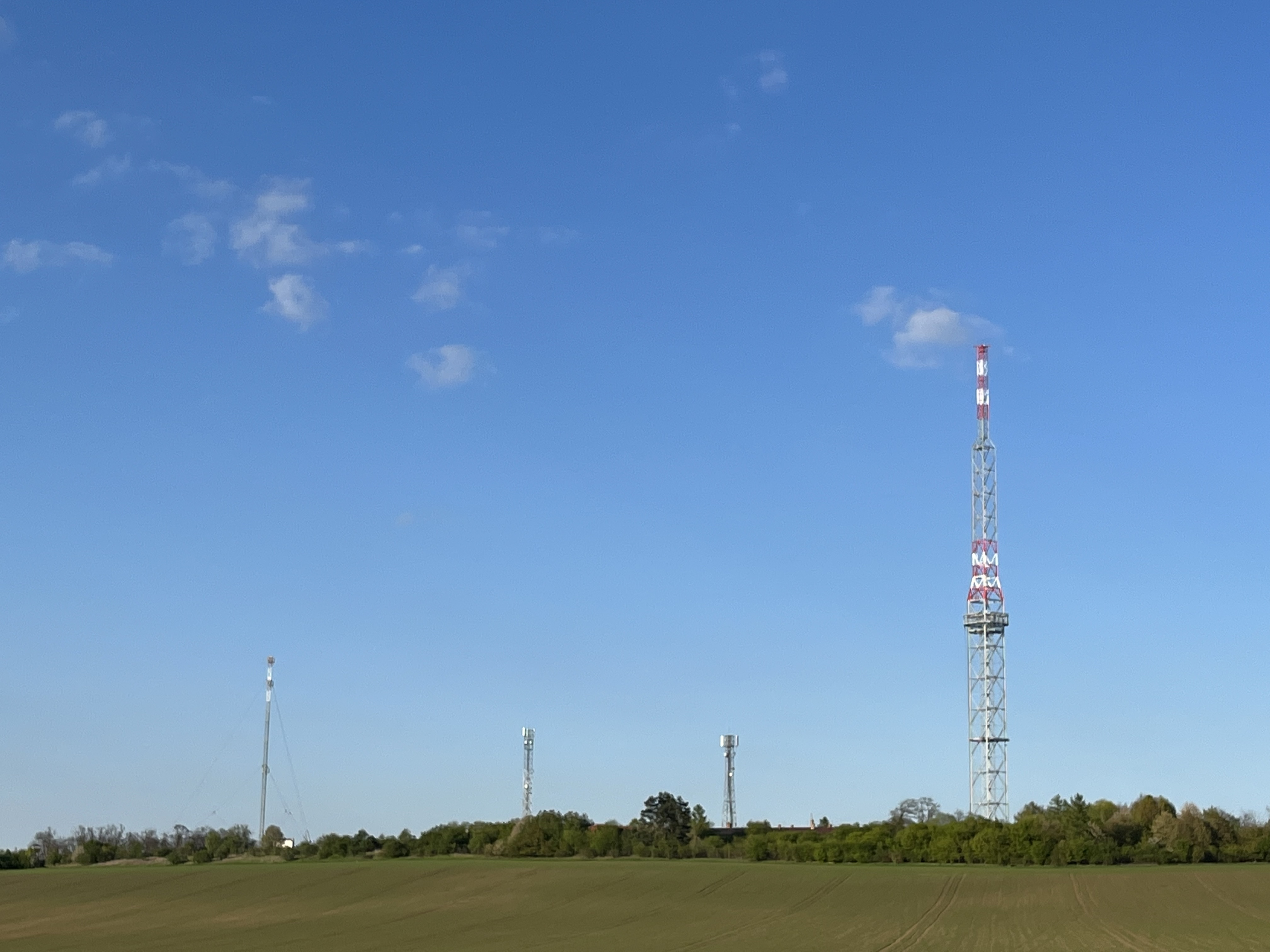
Prostějov – Dobrochov
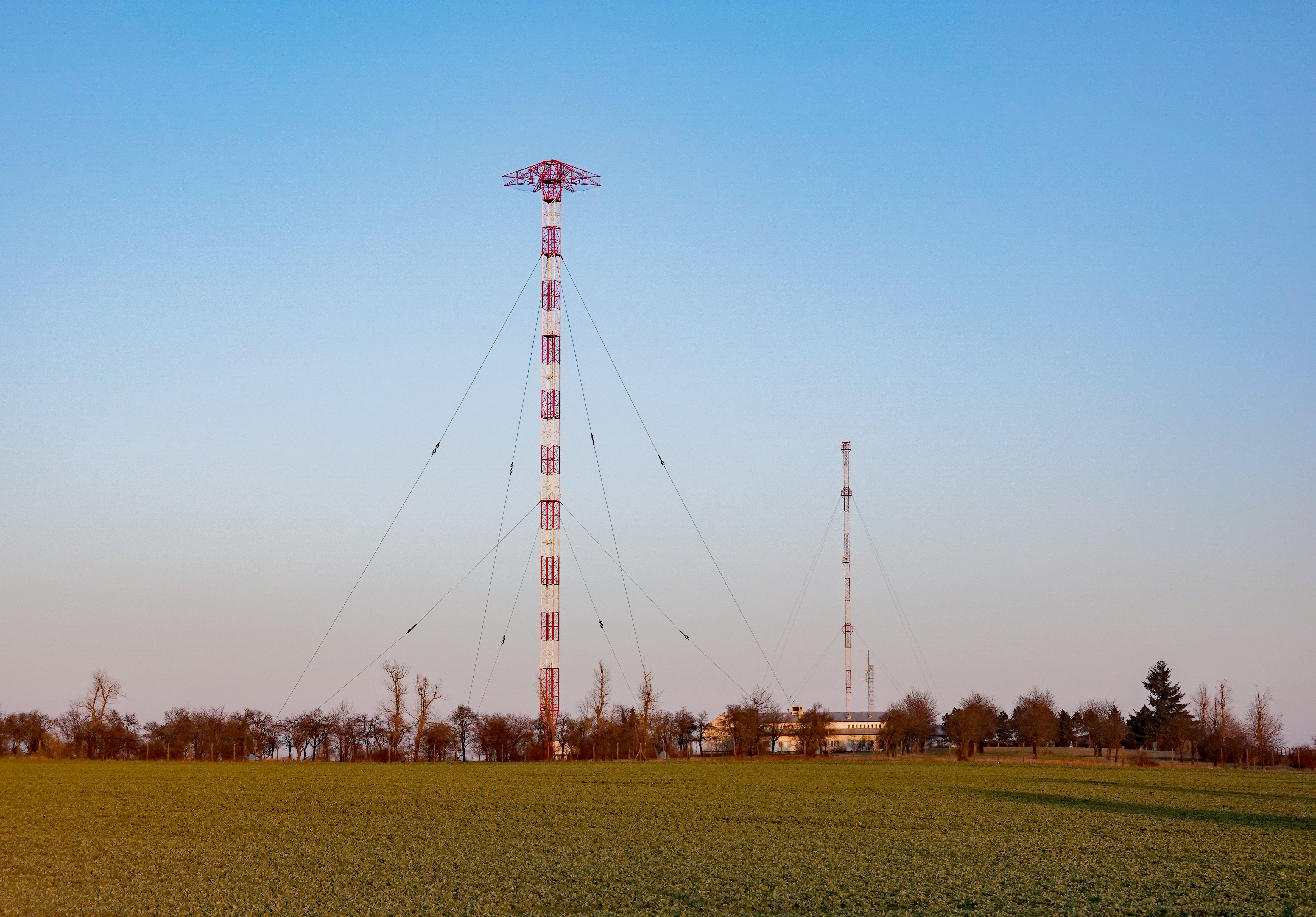
Moravské Budějovice – Domamil
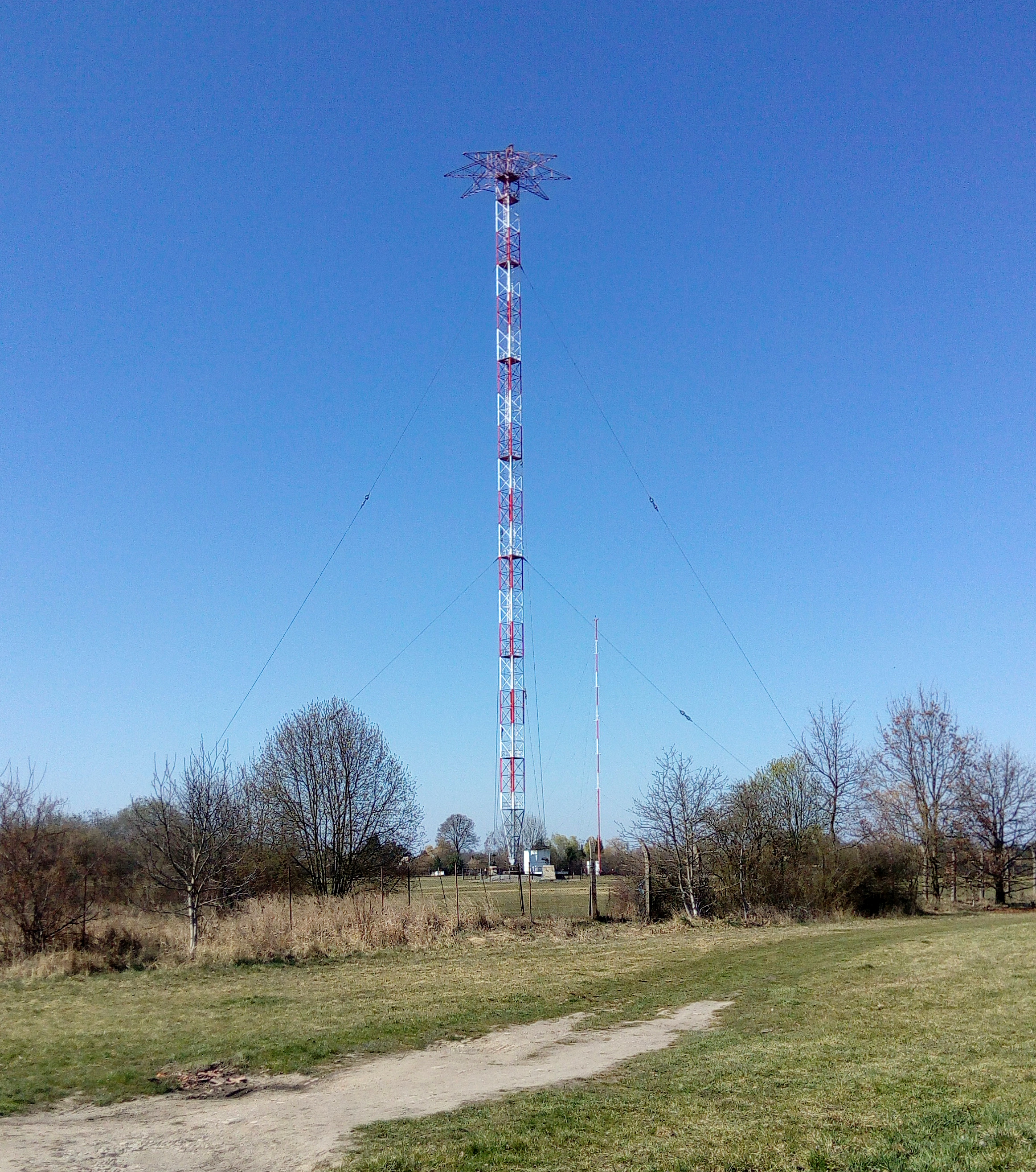
České Budějovice – Husova kolonie
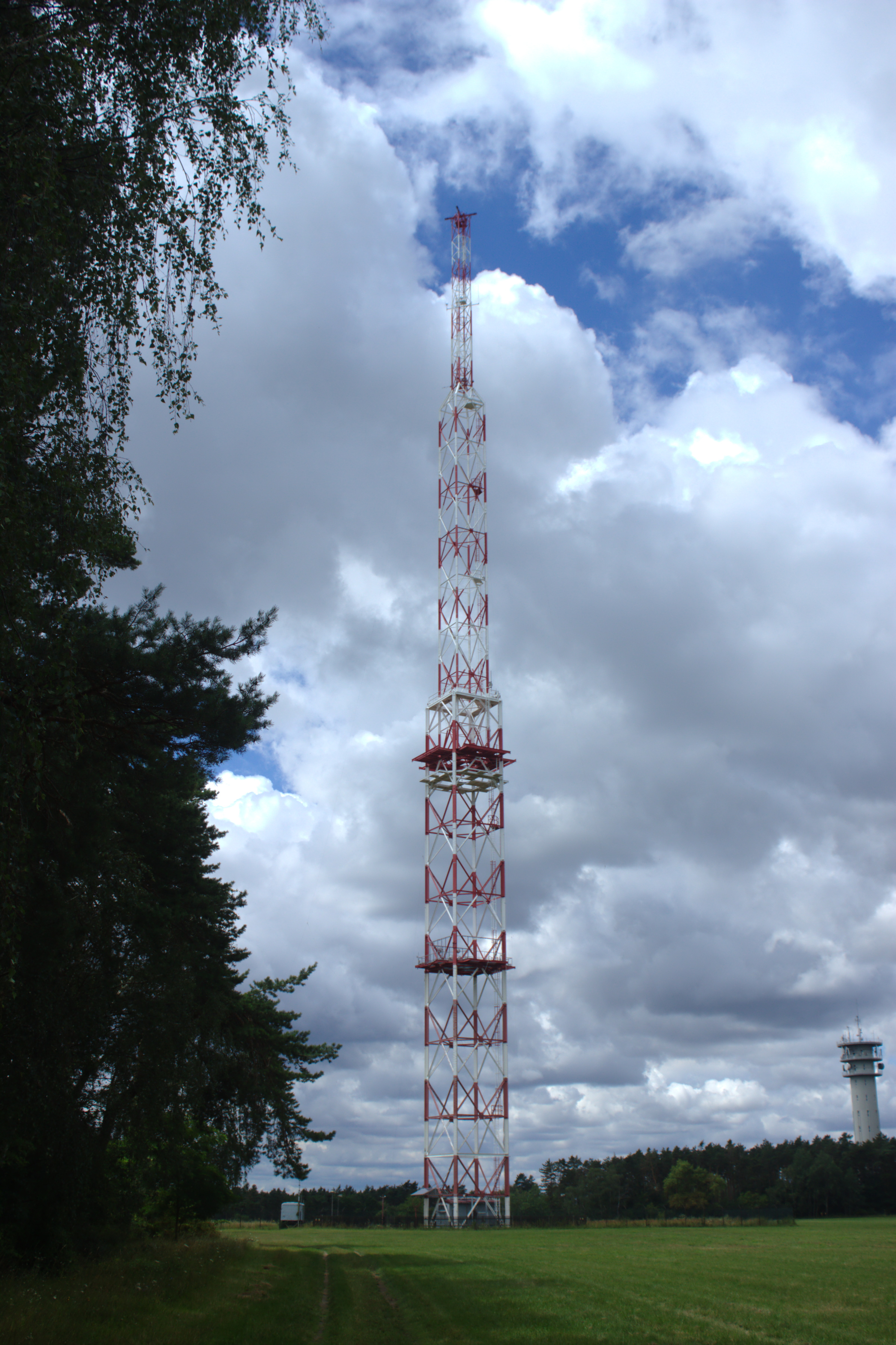
Mělník – Chloumek
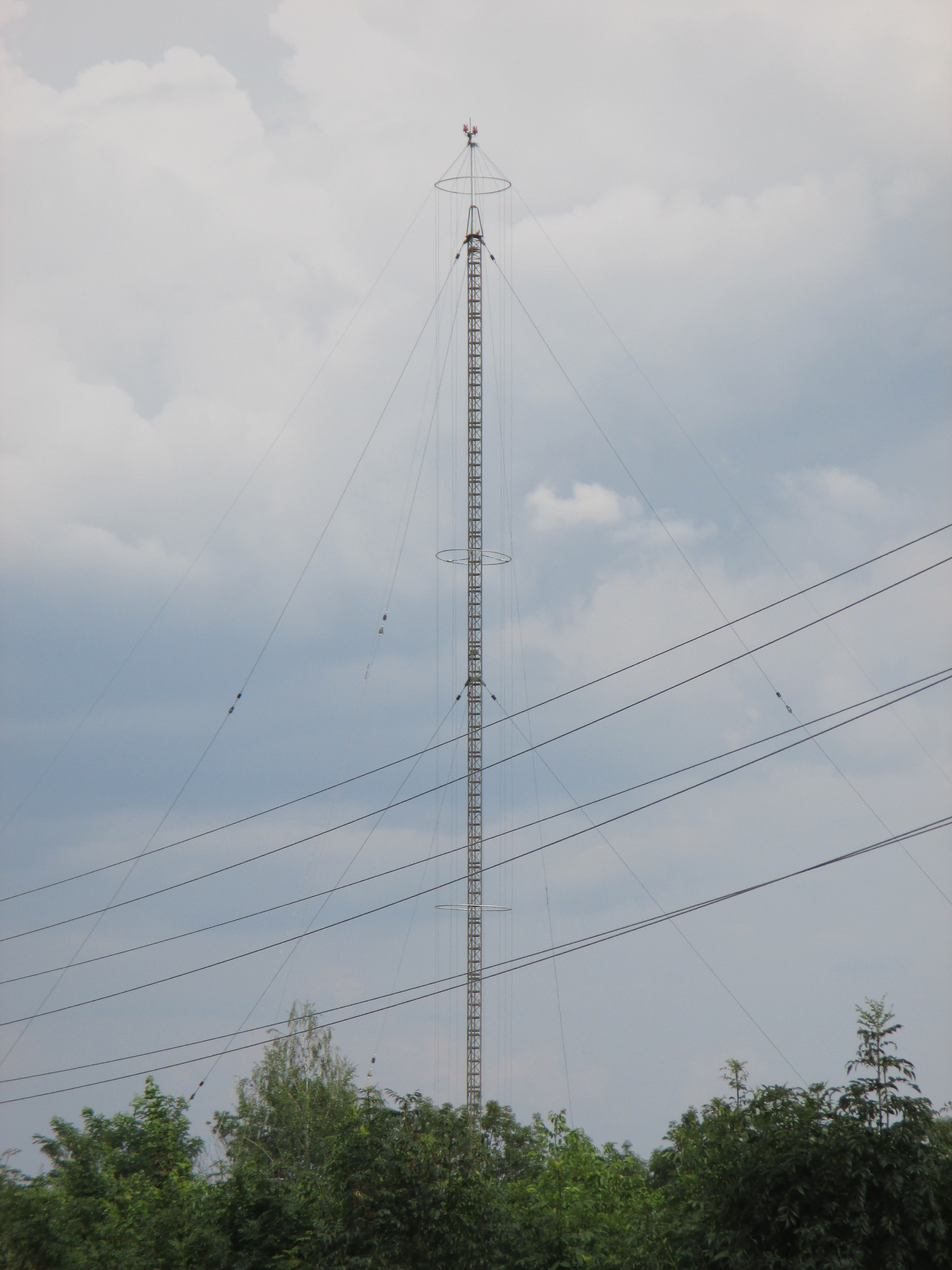
Praha – Líbeznice
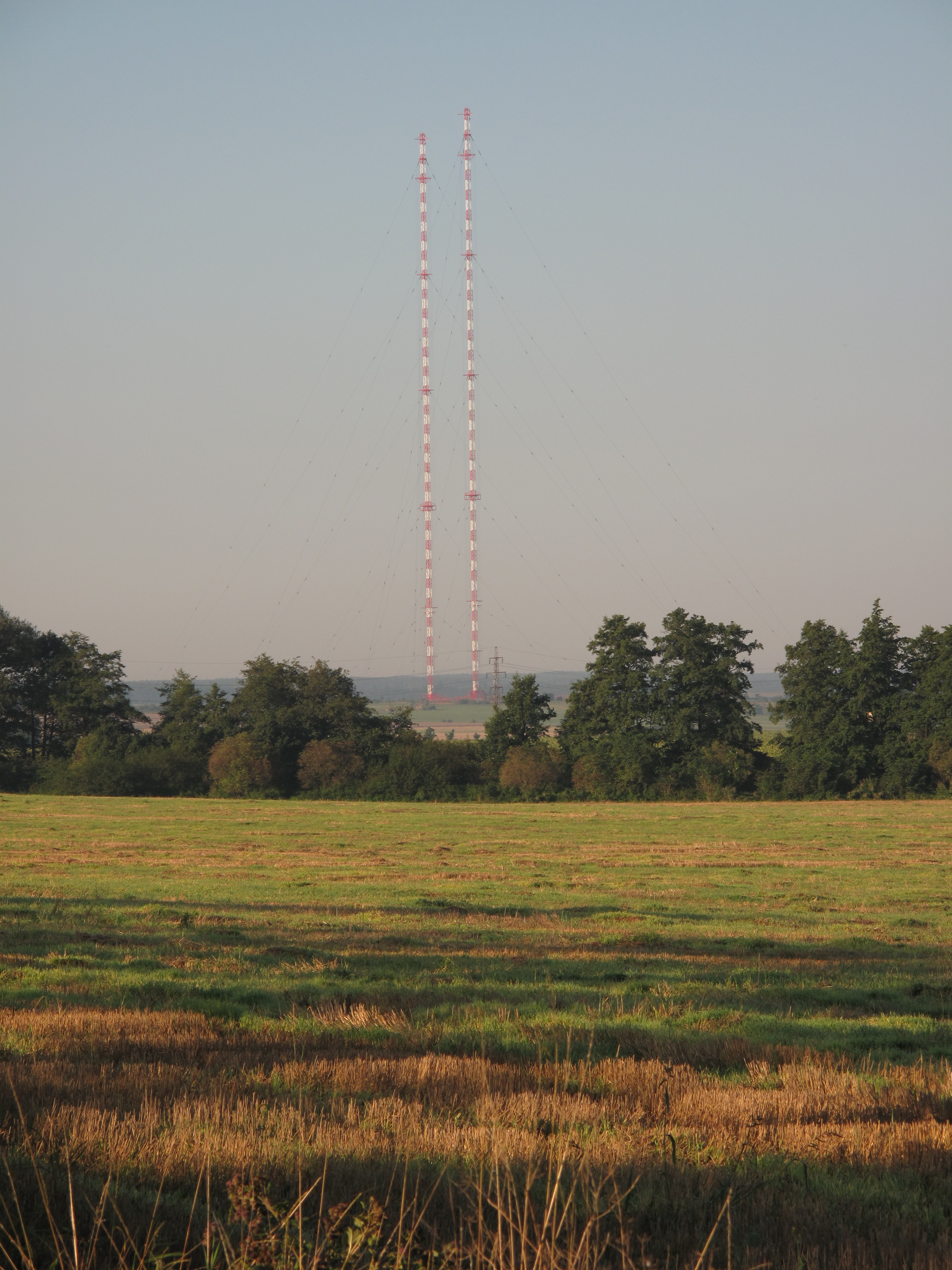
Český Brod – Liblice B
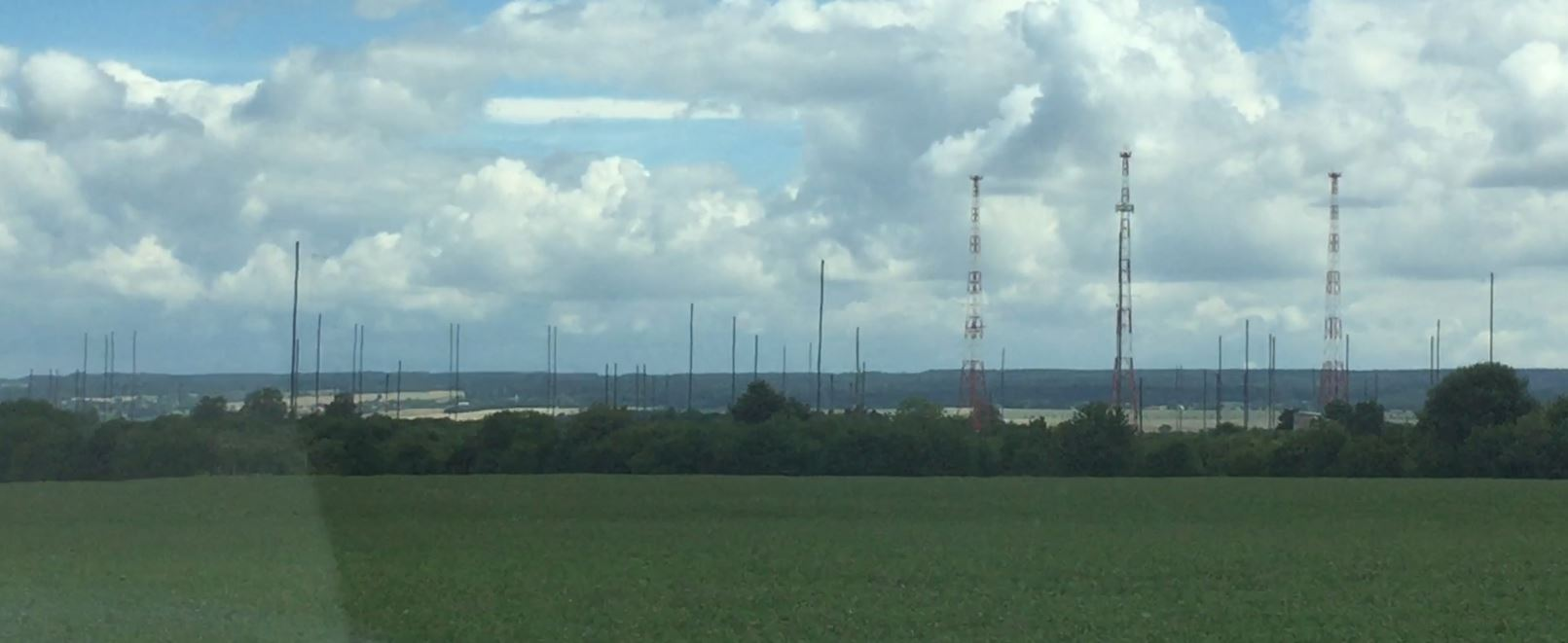
Litomyšl – Pohodlí
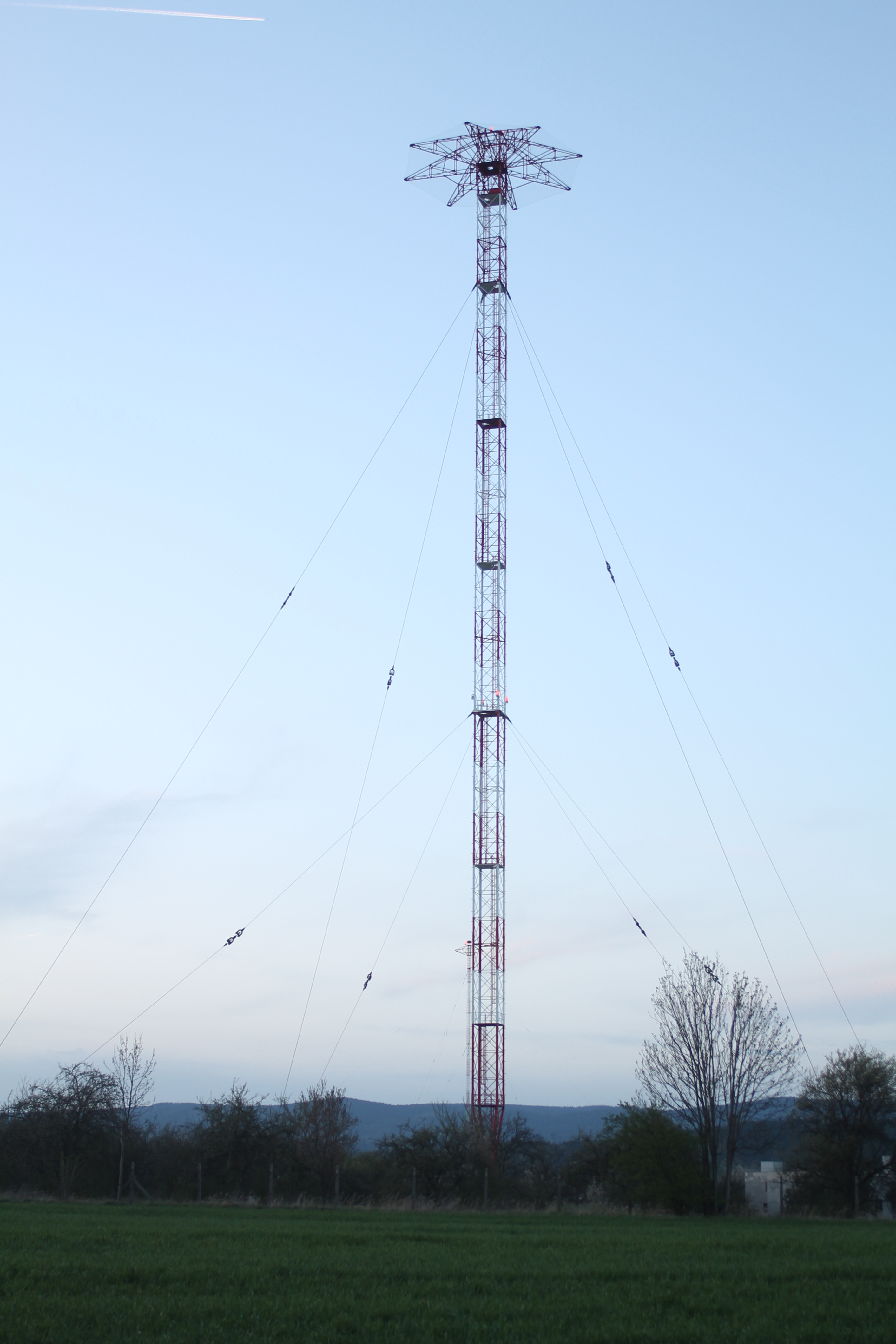
Karlovy Vary – Stará Role
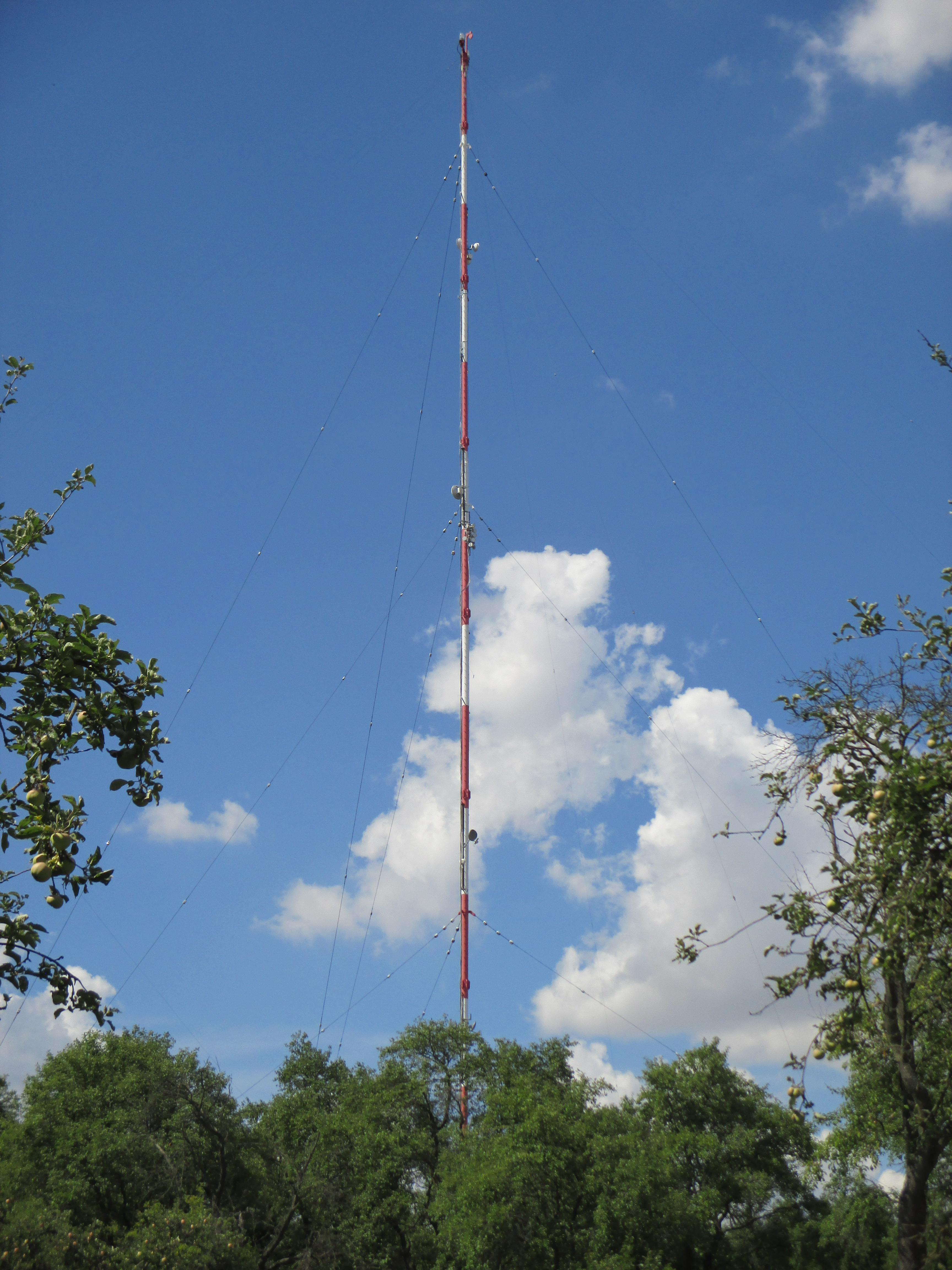
Hradec Králové – Stěžery
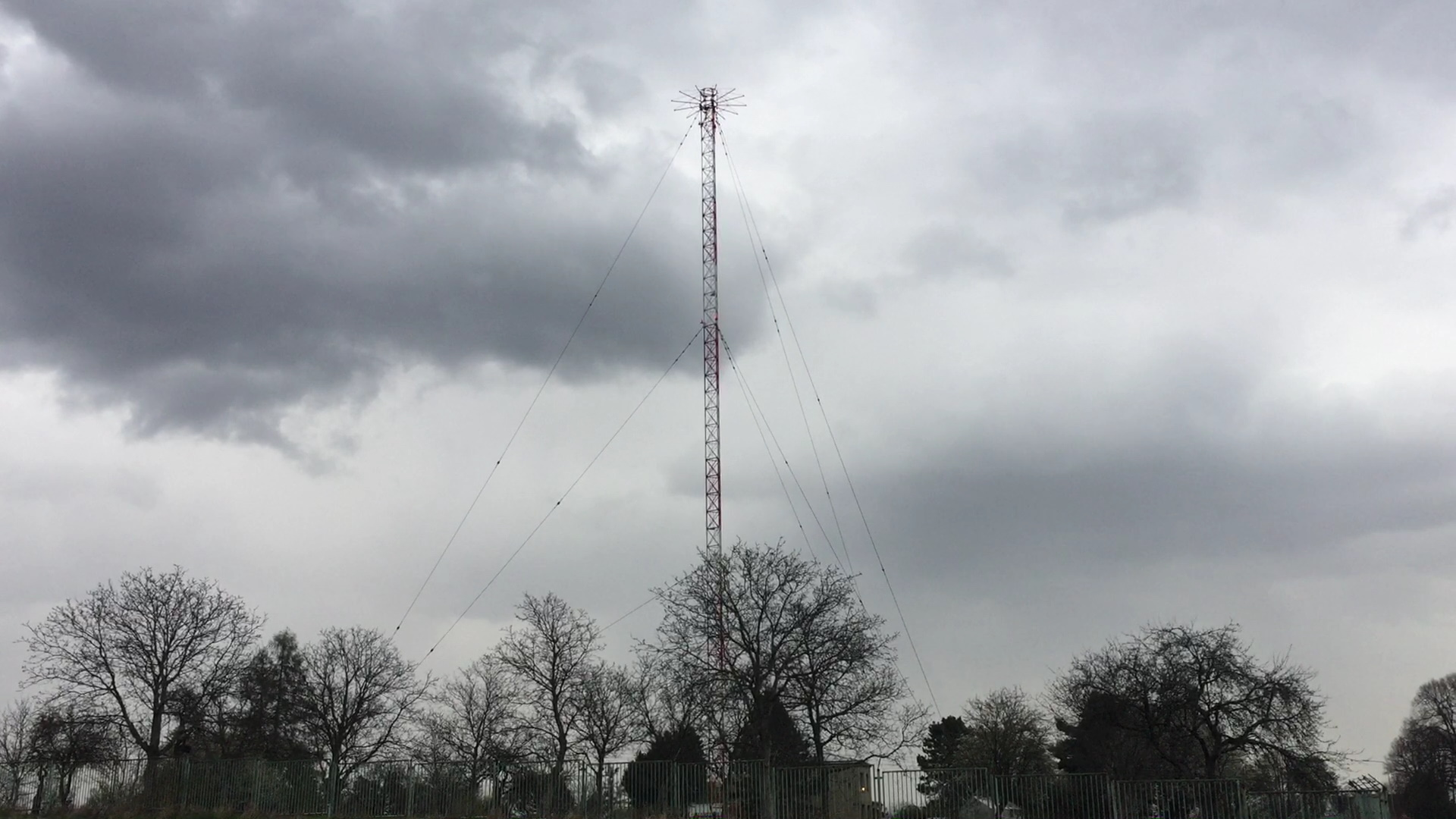
Ostrava – Svinov
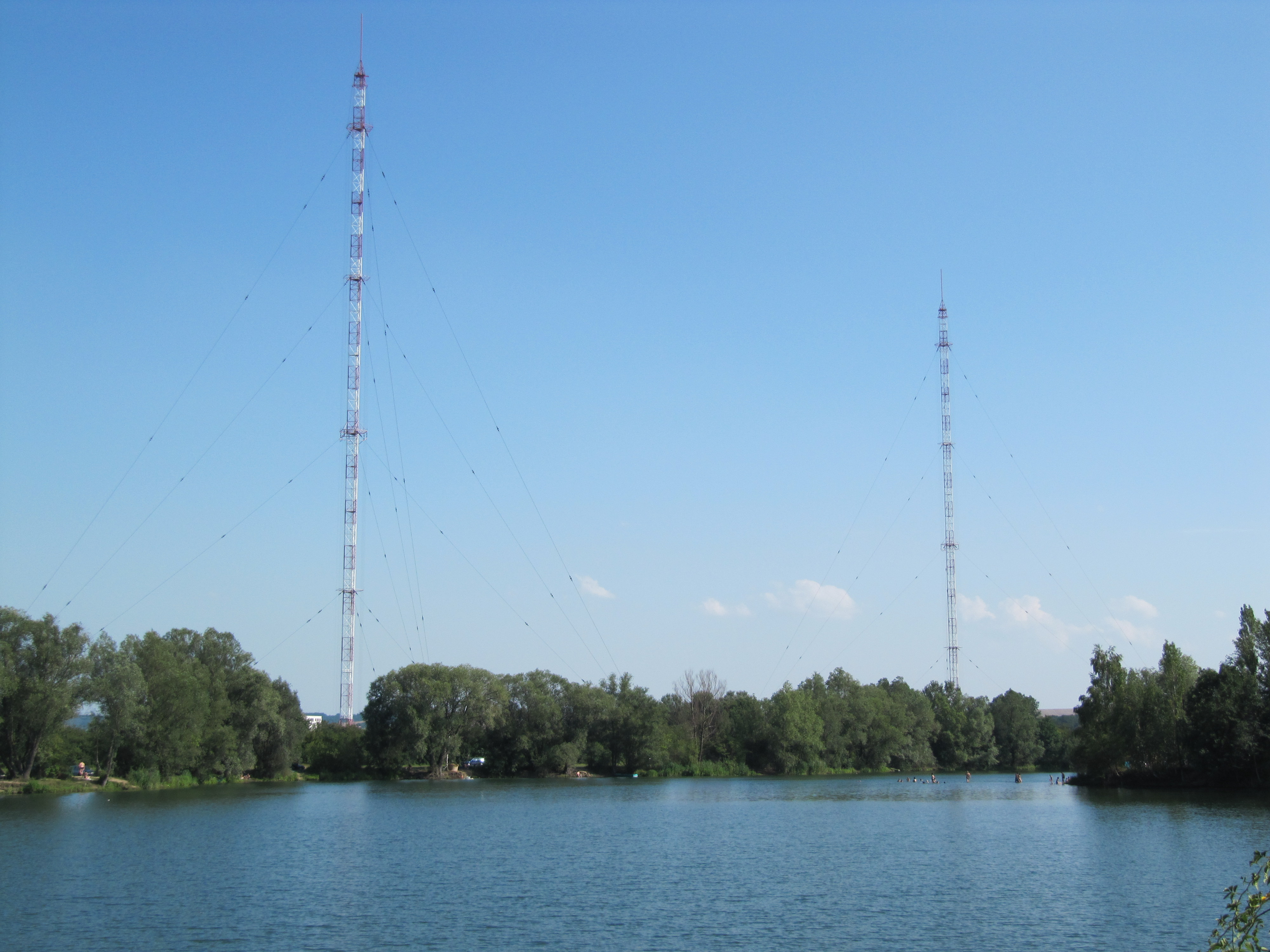
Uherské Hradiště – Topolná
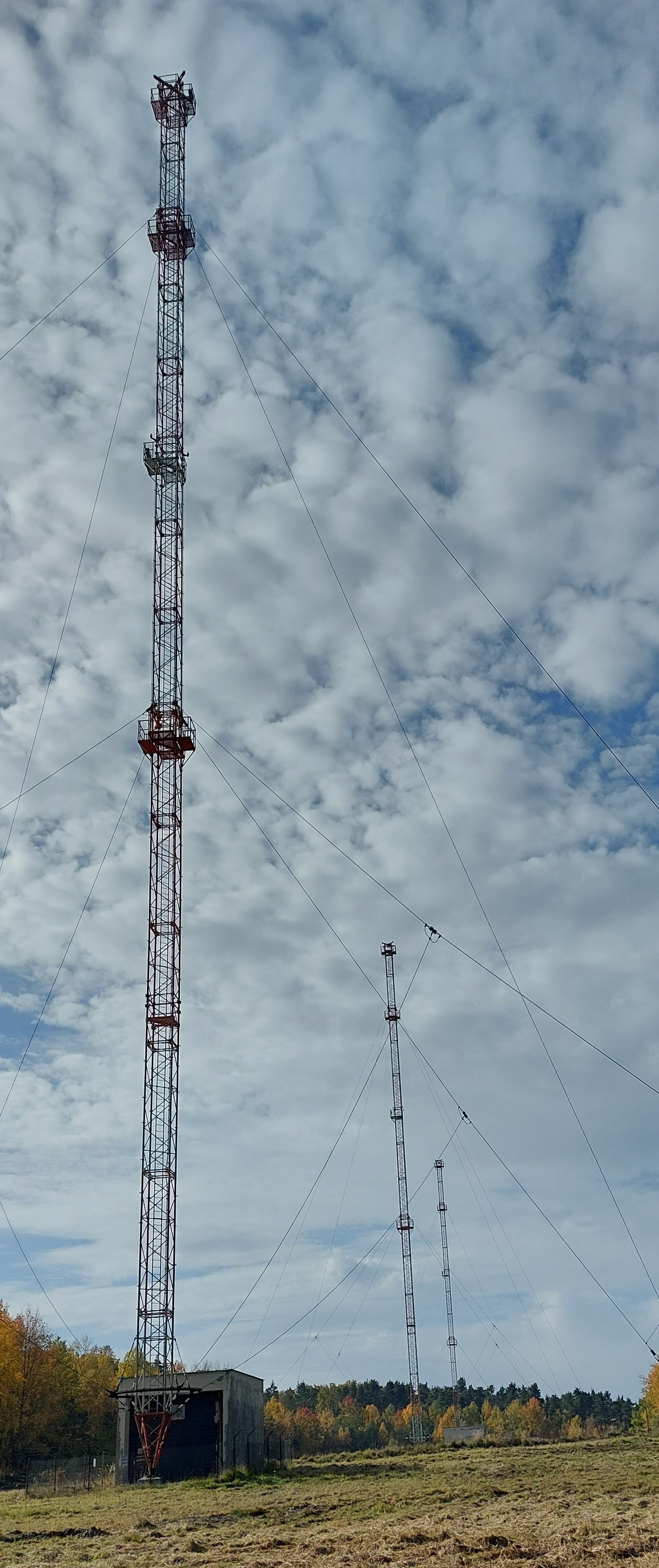
Praha – Zbraslav